# Berninabahn
| Kopfbahnhof Streckenanfang                                                                                     | 0,00       | St. Moritz (S. Murezzan)                                                        | 1775 m ü. M.                                                                    |
| Abzweig geradeaus und nach links                                                                               |            | nach Thusis                                                                     | nach Thusis                                                                     |
| Brücke über Wasserlauf                                                                                         |            | Inn (En) (64 m)                                                                 | Inn (En) (64 m)                                                                 |
| Tunnel |            | Charnadüra II (689 m)                                                           | Charnadüra II (689 m)                                                           |
| Haltepunkt / Haltestelle                                                                                       | 2,03       | Celerina Staz                                                                   | 1716 m ü. M.                                                                    |
| |            |                                                                                 |                                                                                 |
| Haltepunkt / Haltestelle                                                                                       | 3,51       | Punt Muragl Staz (seit 1908 ?) Anschluss Muottas-Muragl-Bahn                    | 1728 m ü. M.                                                                    |
| |            |                                                                                 |                                                                                 |
| Abzweig geradeaus und von links                                                                                |            | von Samedan                                                                     | von Samedan                                                                     |
| Bahnhof | 5,79       | Pontresina                                                                      | 1774 m ü. M.                                                                    |
| Brücke über Wasserlauf                                                                                         |            | Ova da Roseg Viadukt (32 m)                                                     | Ova da Roseg Viadukt (32 m)                                                     |
| Bahnhof | 7,26       | Surovas                                                                         | 1822 m ü. M.                                                                    |
| Dienststation / Betriebs- oder Güterbahnhof · Dienststation / Betriebs- oder Güterbahnhof rechts               | 11,81      | Alp Nuova                                                                       | 1877 m ü. M.                                                                    |
| Bahnhof | 12,17      | Morteratsch                                                                     | 1896 m ü. M.                                                                    |
| Brücke über Wasserlauf                                                                                         |            | Ova da Morteratsch (38 m)                                                       | Ova da Morteratsch (38 m)                                                       |
| Strecke nach links · Strecke von rechts                                                                        |            | Ova da Bernina Viadukt (28 m)                                                   | Ova da Bernina Viadukt (28 m)                                                   |
| |            | Montebello-Kurve                                                                | 1958 m ü. M.                                                                    |
| Brücke über Wasserlauf                                                                                         |            | Ova da Bernina (20 m)                                                           | Ova da Bernina (20 m)                                                           |
| Bahnhof | 15,72      | Bernina Suot                                                                    | 2046 m ü. M.                                                                    |
| |            |                                                                                 |                                                                                 |
| Haltepunkt / Haltestelle                                                                                       | 16,80      | Bernina Diavolezza (seit 1964 ?) Anschluss Luftseilbahn Diavolezza              | 2082 m ü. M.                                                                    |
| |            |                                                                                 |                                                                                 |
| Brücke über Wasserlauf                                                                                         |            | Ova da Bernina Bogenbrücke (10 m)                                               | Ova da Bernina Bogenbrücke (10 m)                                               |
| | 17,61      | Streckenverlegung Alp da Buond 1934                                             | Streckenverlegung Alp da Buond 1934                                             |
| |            |                                                                                 |                                                                                 |
| Bahnhof · Strecke (außer Betrieb)                                                                              | 17,87      | Bernina Lagalb (seit 1964 ?) Anschluss Luftseilbahn Lagalb                      | 2099 m ü. M.                                                                    |
| |            |                                                                                 |                                                                                 |
| Brücke über Wasserlauf · Brücke über Wasserlauf (Strecke außer Betrieb)                                        |            | Ova da Minor (16 m)                                                             | Ova da Minor (16 m)                                                             |
| Brücke über Wasserlauf · Strecke (außer Betrieb)                                                               |            | Untere Berninabachbrücke (37 m)                                                 | Untere Berninabachbrücke (37 m)                                                 |
| Brücke über Wasserlauf · Strecke (außer Betrieb)                                                               |            | Ova da Arlas (13 m)                                                             | Ova da Arlas (13 m)                                                             |
| Brücke über Wasserlauf · Strecke (außer Betrieb)                                                               |            | Obere Berninabachbrücke (31 m)                                                  | Obere Berninabachbrücke (31 m)                                                  |
| | 19,86      |                                                                                 |                                                                                 |
| Kilometer-Wechsel                                                                                              | 19,9019,55 | Fehlerprofil +347 m                                                             | Fehlerprofil +347 m                                                             |
| Tunnel |            | Galerie Arlas(175 m)                                                            | Galerie Arlas(175 m)                                                            |
| Bahnhof | 22,32      | Ospizio Bernina Scheitelpunkt                                                   | 2253 m ü. M.                                                                    |
| Brücke über Wasserlauf                                                                                         |            | Lago Bianco (46 m)                                                              | Lago Bianco (46 m)                                                              |
| Tunnel |            | Galerie Scala (140 m)                                                           | Galerie Scala (140 m)                                                           |
| | 24,66      | Streckenverlegung Scala ~1925                                                   | Streckenverlegung Scala ~1925                                                   |
| Strecke von links (außer Betrieb) · Kreuzung (Querstrecke außer Betrieb) · Strecke nach rechts (außer Betrieb) |            |                                                                                 |                                                                                 |
| |            |                                                                                 |                                                                                 |
| Kilometer-Wechsel                                                                                              | 25,0025,22 | Fehlerprofil −224 m                                                             | Fehlerprofil −224 m                                                             |
| Brücke über Wasserlauf                                                                                         | 25,26      | Aqua da Pila (13 m)                                                             | 2207 m ü. M.                                                                    |
| Tunnelanfang                                                                                                   |            | Scala (192 m)                                                                   | Scala (192 m)                                                                   |
| Strecke (im Tunnel)                                                                                            |            | Galleria Lunga                                                                  | Galleria Lunga                                                                  |
| Tunnelende |            | Drago (54 m)                                                                    | Drago (54 m)                                                                    |
| Tunnelanfang                                                                                                   |            | Galerie Grüm (264 m)                                                            | Galerie Grüm (264 m)                                                            |
| Strecke nach links (im Tunnel) · Bahnhof quer · Strecke von rechts                                             | 27,09      | Alp Grüm                                                                        | 2091 m ü. M.                                                                    |
| Strecke von links (im Tunnel) · Strecke quer (im Tunnel) · Strecke quer · Strecke nach rechts                  |            | Kehrtunnel Palü (254 m)                                                         | Kehrtunnel Palü (254 m)                                                         |
| |            |                                                                                 |                                                                                 |
| Tunnel |            | Stablini (289 m)                                                                | Stablini (289 m)                                                                |
| Dienststation / Betriebs- oder Güterbahnhof                                                                    | 29,51      | Stablini                                                                        | 1934 m ü. M.                                                                    |
| Strecke nach links · Strecke Tunnelanfang und quer · Strecke von rechts (im Tunnel)                            |            | Kehrtunnel Val Pila (227 m)                                                     | Kehrtunnel Val Pila (227 m)                                                     |
| Strecke von links · Strecke quer · Strecke quer · Strecke nach rechts (im Tunnel)                              |            |                                                                                 |                                                                                 |
| Strecke nach links · Strecke von rechts (im Tunnel)                                                            | 31,75      | Aqua da Pila Viadukt (32 m)                                                     | 1778 m ü. M.                                                                    |
| |            | Galerie Viadotto Pila (88 m)                                                    |                                                                                 |
| Bahnhof | 33,07      | Cavaglia                                                                        | 1692 m ü. M.                                                                    |
| Brücke über Wasserlauf                                                                                         |            | Cavagliasch (10 m)                                                              | Cavagliasch (10 m)                                                              |
| Tunnel |            | Puntalto (46 m)                                                                 | Puntalto (46 m)                                                                 |
| Blockstelle |            | Motta da Cadera                                                                 | 1569 m ü. M.                                                                    |
| Brücke |            | Lehnenviadukt (10 m)                                                            | Lehnenviadukt (10 m)                                                            |
| |            | Val Varuna I (149 m) Oberer Verona                                              |                                                                                 |
| Strecke nach links (im Tunnel) · Strecke quer · Strecke quer · Strecke von rechts                              |            | Lehnenviadukt (20 m)                                                            | Lehnenviadukt (20 m)                                                            |
| |            |                                                                                 |                                                                                 |
| Strecke von links (im Tunnel) · Strecke quer · Bahnhof quer · Strecke nach rechts                              | 38,18      | Cadera / Lehnenviadukt (22 m) Val Varuna II (147 m) Unterer Verona              | 1383 m ü. M.                                                                    |
| |            |                                                                                 |                                                                                 |
| |            |                                                                                 |                                                                                 |
| Strecke nach links · Strecke von rechts (im Tunnel)                                                            |            | Lehnenviadukt (28 m) / Cavagliasco I (32 m, bis 1968) Cavagliasco Sopra (33 m)  | Lehnenviadukt (28 m) / Cavagliasco I (32 m, bis 1968) Cavagliasco Sopra (33 m)  |
| |            |                                                                                 |                                                                                 |
| |            |                                                                                 |                                                                                 |
| Strecke von links (im Tunnel) · Strecke nach rechts (im Tunnel)                                                |            | Balbalera-Kehrtunnel (122 m) Cavagliasco (II) (20 m) / Cavagliasco Sotto (36 m) | Balbalera-Kehrtunnel (122 m) Cavagliasco (II) (20 m) / Cavagliasco Sotto (36 m) |
| |            |                                                                                 |                                                                                 |
| Brücke |            | Lehnenviadukt (9 m)                                                             | Lehnenviadukt (9 m)                                                             |
| ehemaliger Haltepunkt / Haltestelle                                                                            | 42,02      | Privilasco (1954 bis 2017)                                                      | 1119 m ü. M.                                                                    |
| Brücke über Wasserlauf                                                                                         |            | Varunasch (22 m)                                                                | Varunasch (22 m)                                                                |
| Blockstelle |            | Poschiavo Nord                                                                  | 1057 m ü. M.                                                                    |
| |            |                                                                                 |                                                                                 |
| Bahnhof | 43,62      | Poschiavo Depot und Werkstätte                                                  | 1014 m ü. M.                                                                    |
| |            |                                                                                 |                                                                                 |
| Dienststation / Betriebs- oder Güterbahnhof                                                                    |            | Pradei                                                                          | 1011 m ü. M.                                                                    |
| Haltepunkt / Haltestelle                                                                                       | 45,30      | Li Curt                                                                         | 998 m ü. M.                                                                     |
| Dienststation / Betriebs- oder Güterbahnhof                                                                    | 47,07      | Spinadascio                                                                     | 973 m ü. M.                                                                     |
| Haltepunkt / Haltestelle                                                                                       | 47,96      | Le Prese / Lago di Poschiavo                                                    | 965 m ü. M.                                                                     |
| Bahnhof | 50,79      | Miralago                                                                        | 965 m ü. M.                                                                     |
| Brücke über Wasserlauf                                                                                         |            | Poschiavino (23 m)                                                              | Poschiavino (23 m)                                                              |
| |            | Doppelschleife Brusio                                                           |                                                                                 |
| Strecke von links · Strecke quer                                                                               |            |                                                                                 |                                                                                 |
| Strecke nach links · Bahnhof quer · Strecke von rechts                                                         | 53,88      | Brusio                                                                          | 780 m ü. M.                                                                     |
| Strecke von rechts                                                                                             |            |                                                                                 |                                                                                 |
| Strecke nach links und Anfang Hochstrecke · Kreuzung · Strecke nach rechts und Anfang Hochstrecke              |            | Kreisviadukt Brusio (143 m)                                                     | Kreisviadukt Brusio (143 m)                                                     |
| Haltepunkt / Haltestelle                                                                                       | 56,16      | Campascio                                                                       | 637 m ü. M.                                                                     |
| Abzweig geradeaus und nach links · Betriebs-/Güterbahnhof Streckenende und quer                                | 57,34      | Campocologno Gbf                                                                | 558 m ü. M.                                                                     |
| Brücke über Wasserlauf                                                                                         |            | Poschiavino Bogenbrücke (14 m)                                                  | Poschiavino Bogenbrücke (14 m)                                                  |
| Bahnhof | 57,65      | Campocologno                                                                    | 553 m ü. M.                                                                     |
| Brücke |            | Druckleitung Kraftwerk Campocologno (18 m)                                      | Druckleitung Kraftwerk Campocologno (18 m)                                      |
| Grenze | 58,14      | Staatsgrenze Schweiz–Italien                                                    | 530 m ü. M.                                                                     |
| Brücke über Wasserlauf                                                                                         |            | Poschiavino (25 m)                                                              | Poschiavino (25 m)                                                              |
| |            |                                                                                 |                                                                                 |
| Kopfbahnhof Streckenende und quer · Kopfbahnhof Streckenende                                                   | 60,67      | Tirano Übergang zur Bahnstrecke Sondrio–Tirano                                  | 429 m ü. M.                                                                     |
| |            |                                                                                 |                                                                                 |
| Quellen: |            |                                                                                 |                                                                                 |

|                                |  |  |  |
| 1. 2. 3. 4. 5. 6. 7. 8. 9. 10. |  |  |  |

Die Berninabahn (italienisch Ferrovia del Bernina, rätoromanisch Viafier dal Bernina), auch Berninalinie oder Berninastrecke genannt, ist eine eingleisige meterspurige Eisenbahnstrecke der Rhätischen Bahn (RhB) und war bis zum Zweiten Weltkrieg eine eigenständige Bahngesellschaft (abgekürzt BB). Die Gebirgsbahn verbindet den Kurort St. Moritz im Schweizer Kanton Graubünden über den Berninapass mit der italienischen Stadt Tirano. Sie gilt als höchste Adhäsionsbahn der Alpen und – mit bis zu sieben Prozent Neigung – als eine der steilsten Adhäsionsbahnen der Welt.
Die Berninabahn wurde gemeinsam mit der Albulabahn am 7. Juli 2008 in die Liste des UNESCO-Weltkulturerbes aufgenommen. Sie gilt als grenzüberschreitendes, gemeinsames schweizerisch-italienisches Welterbe.

## Streckenverlauf

### St. Moritz–Berninapass
In St. Moritz endet die Albulabahn. Wegen der unterschiedlichen Bahnstromsysteme beginnt die Berninabahn zwar im selben Bahnhof, jedoch auf getrennten Gleisen und an unterschiedlichen Bahnsteigen. Die Bahn verlässt den Bahnhof in Richtung Osten und überquert auf einem 64 Meter langen Viadukt den Inn. Danach führt sie durch den 689 Meter langen Charnadüra-Tunnel II, den längsten Tunnel der gesamten Strecke. Die folgende Station Celerina Staz ist mit 1716 m ü. M. der niedrigste Punkt auf der Nordseite des Berninapasses. Bis Ospizio Bernina wird die Strecke nun fast ununterbrochen ansteigen. Nachdem sie sich vom Inn abgewandt hat, erreicht sie die kleine Station Punt Muragl Staz. Rund 300 Meter weiter steht die Talstation der 1907 eröffneten Muottas-Muragl-Bahn.

Steigungsdiagramm

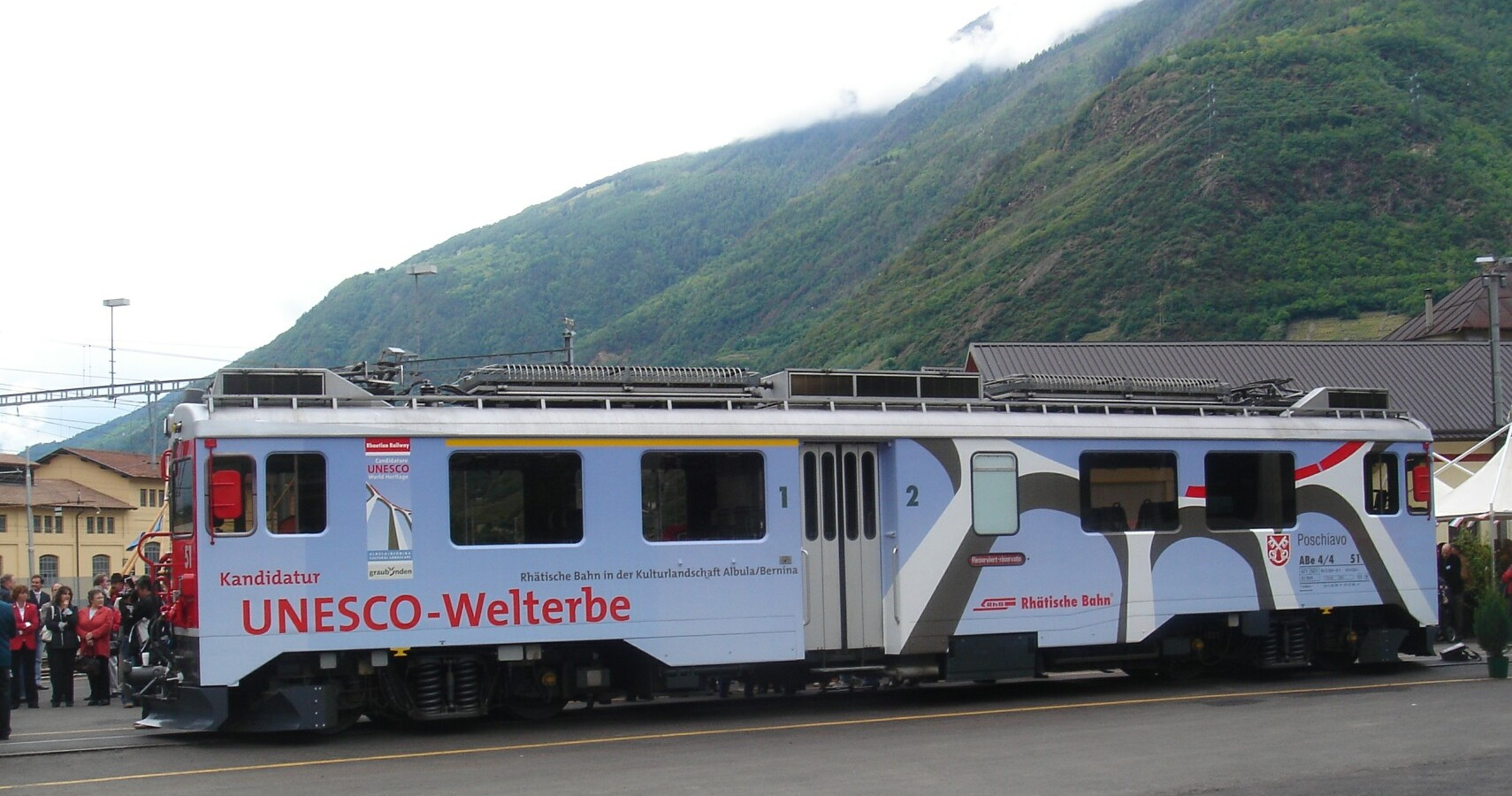
Eigenwerbung auf einem Triebwagen der Berninabahn

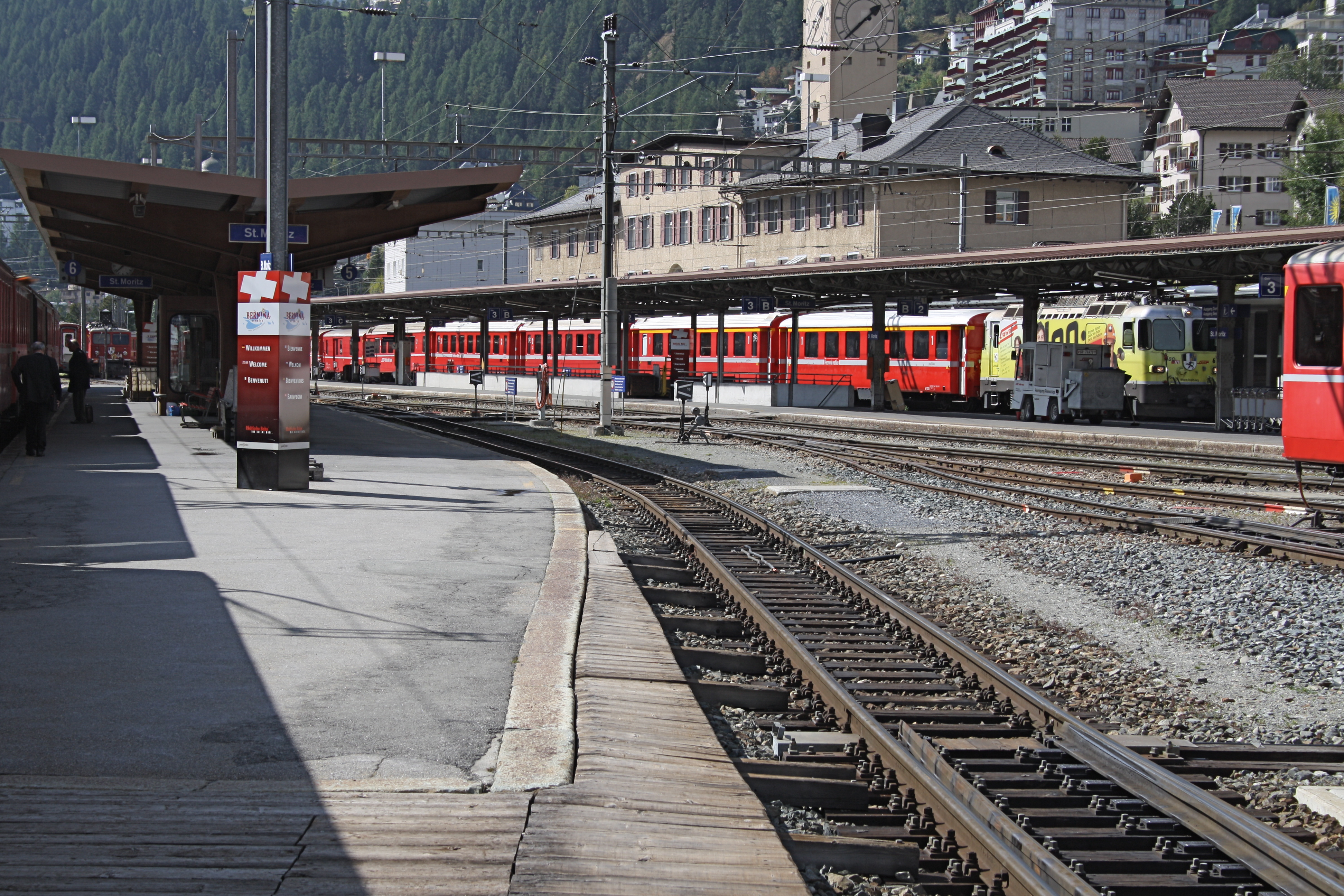
Bahnhof St. Moritz vor dem Umbau: links das Perron der Berninabahn, rechts ein Zug der Albulabahn

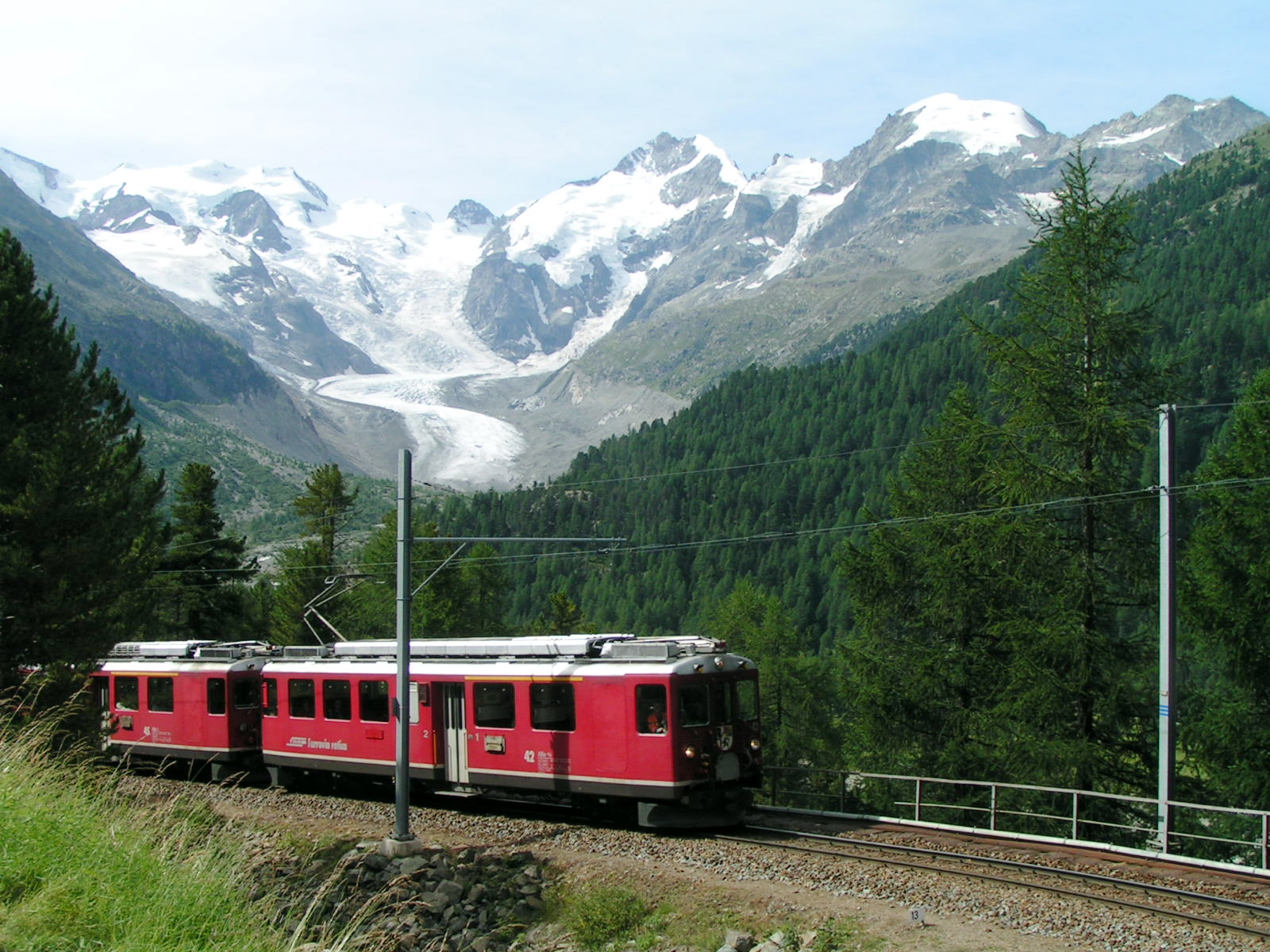
Montebello-Kehre mit dem Morteratschgletscher und dem Piz Bernina mit dem Biancograt (rechts der Mitte)

Der folgende Bahnhof Pontresina weist zusammen mit dem Bahnhof St. Moritz die Besonderheit auf, dass zwei verschiedene Stromsysteme innerhalb des RhB-Netzes zusammentreffen. Die Stammnetzzüge, welche die Strecke von und nach Samedan befahren, benutzen im Regelfall die mit 11 kV elektrifizierten Gleise 1 und 2 und wenden am Hausbahnsteig, während die Berninabahnzüge die mit Gleichspannung überspannten Gleise 4 bis 7 benutzen. Die Fahrleitung des Gleises 3 ist seit 1981 zwischen beiden Spannungen umschaltbar. Auf dem Gleis 3 wurden früher zwischen dem Stammnetz und der Berninabahn durchlaufende Züge, das betraf insbesondere die Bernina-Express-Züge, umgespannt. Heute werden die Fahrleitung und die zweisystemfähigen Triebwagen ABe 8/12 während des Verkehrshaltes umgeschaltet.
Die Strecke wendet sich nun nach Südosten. Im Zug der Querung des Rosegbaches wird für den Höhengewinn das Seitental ausgefahren. Nach der Station Surovas, die früher Sans-Souci hiess, erreicht sie die Station Morteratsch etwa zwei Kilometer unterhalb des Morteratschgletschers. Bald danach folgt die weltberühmte Montebello-Kurve, an der die Strecke auf die Passstrasse trifft, die sie bis Ospizio Bernina begleiten wird. Vor der heute modernisierten Kreuzungsstelle Bernina Suot (früher deutsch Berninahäuser) ist die Waldgrenze erreicht. Die nächsten Stationen sind Bernina Diavolezza und Bernina Lagalb; sie sind Ausgangspunkte der Luftseilbahnen auf die Diavolezza bzw. auf den Piz Lagalb.
Der folgende Abschnitt gilt als der interessanteste auf der Nordseite. In diesem Abschnitt ist die Route kurvenreich und wechselt von einer Talseite auf die andere. Zuerst wird der Berninabach auf der 37 Meter langen Unteren Berninabachbrücke überquert, anschliessend der Arlasbach, ein Zufluss des Berninabaches. Über die Obere Berninabachbrücke wechselt die Strecke wieder auf die Ostseite. Die beiden Berninabrücken werden oft auch Wildwestbrücken genannt, sie sind aber keine Trestle-, sondern Pendelpfeilerbrücken – eine in der Schweiz wenig verbreitete Bauform. Südwestlich erheben sich der Piz Bernina und Piz Palü. Es folgt die 175 Meter lange Arlas-Galerie, eine Schutzgalerie gegen Schneeverwehungen. An der Südwestseite erstrecken sich die kleineren Seen Lej Pitschen und Lej Nair. Direkt dahinter ragt die 15 Meter hohe und 283 Meter lange Staumauer des Lago Bianco empor, die zugleich die Wasserscheide zwischen Donau und Po markiert. Die Wasserscheide ist auch die romanisch-italienische Sprachgrenze, was sich im Wechsel der Seenamen vom rätoromanischen Lej zum italienischen Lago zeigt. Ab hier sind auch die Stationsnamen italienisch.
Die Bahn führt am östlichen Ufer des Sees entlang und erreicht bei Ospizio Bernina auf 2253 m ü. M. ihren höchsten Punkt. Damit ist die Berninabahn die höchste Eisenbahn-Alpenquerung. Sie wird ganzjährig befahren. Die oberirdische Trassierung einer Eisenbahn über einen Hochgebirgspass stellt dabei eine Besonderheit dar; andernorts wurden dazu in der Regel Scheiteltunnel errichtet. Eine vergleichbare Situation besteht bis heute bei drei weiteren Kulminationspunkten. Dies sind der Oberalppass (Matterhorn-Gotthard-Bahn), der Brennerpass (Brennerbahn) und der Brünigpass (Brünigbahn). Kurz nach Ospizio Bernina überquert die Bahn die Brücke Am See; sie ist die dritte und längste Pendelpfeilerbrücke auf der Strecke.

### Berninapass–Tirano
Da der Abschnitt bis ins Puschlav besonders stark von Schneeverwehungen betroffen ist, wurden ab der südlichen Staumauer des Lago Bianco zahlreiche Kunstbauten eingerichtet: die 140 Meter lange Scala-Galerie, der 192 Meter lange Scala-Tunnel, die mit 348 Metern noch längere Sassal Mason-Galerie und der 54 Meter lange Drago-Tunnel.

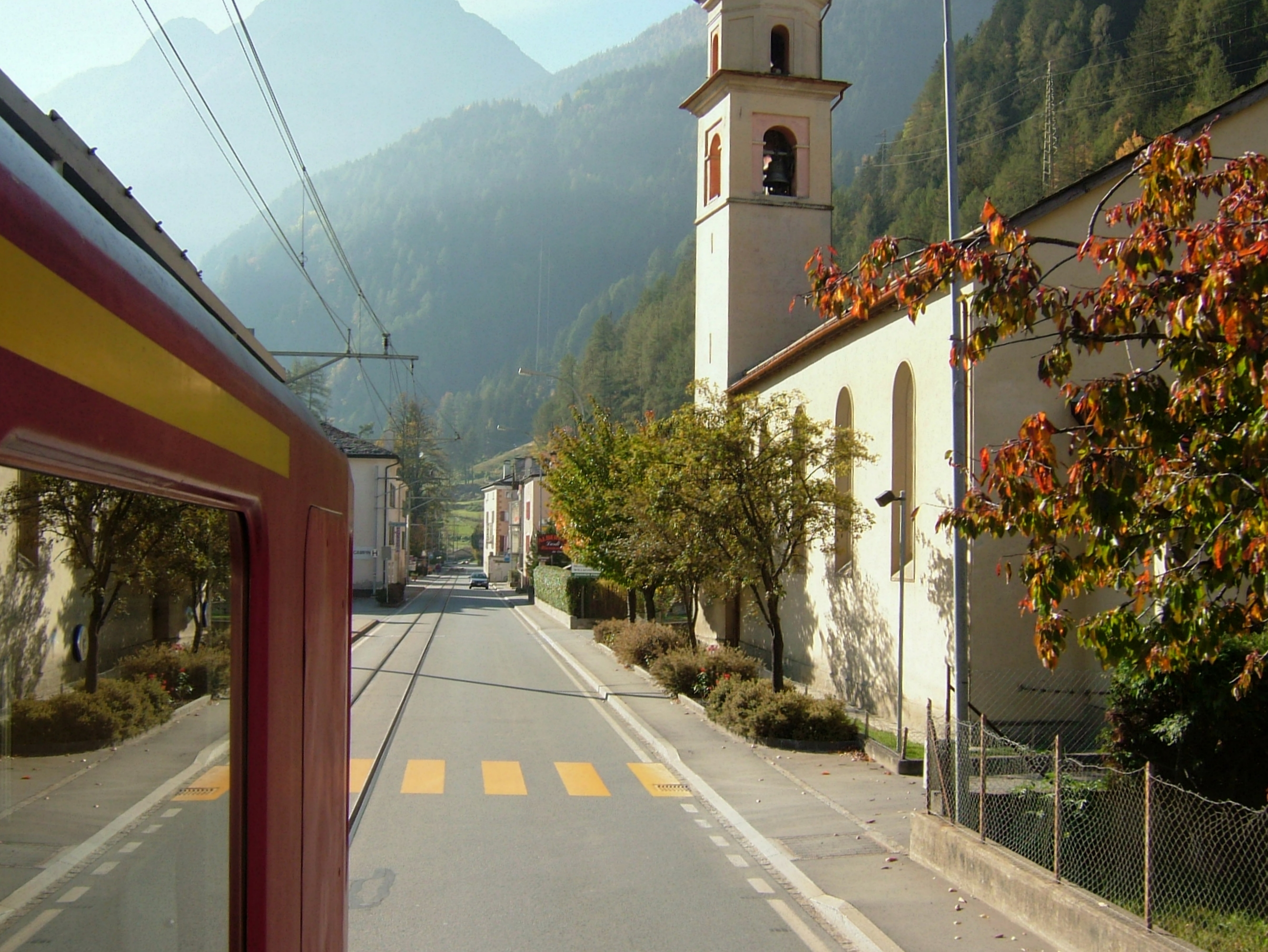
Ortsdurchfahrt Le Prese, Blickrichtung Tirano

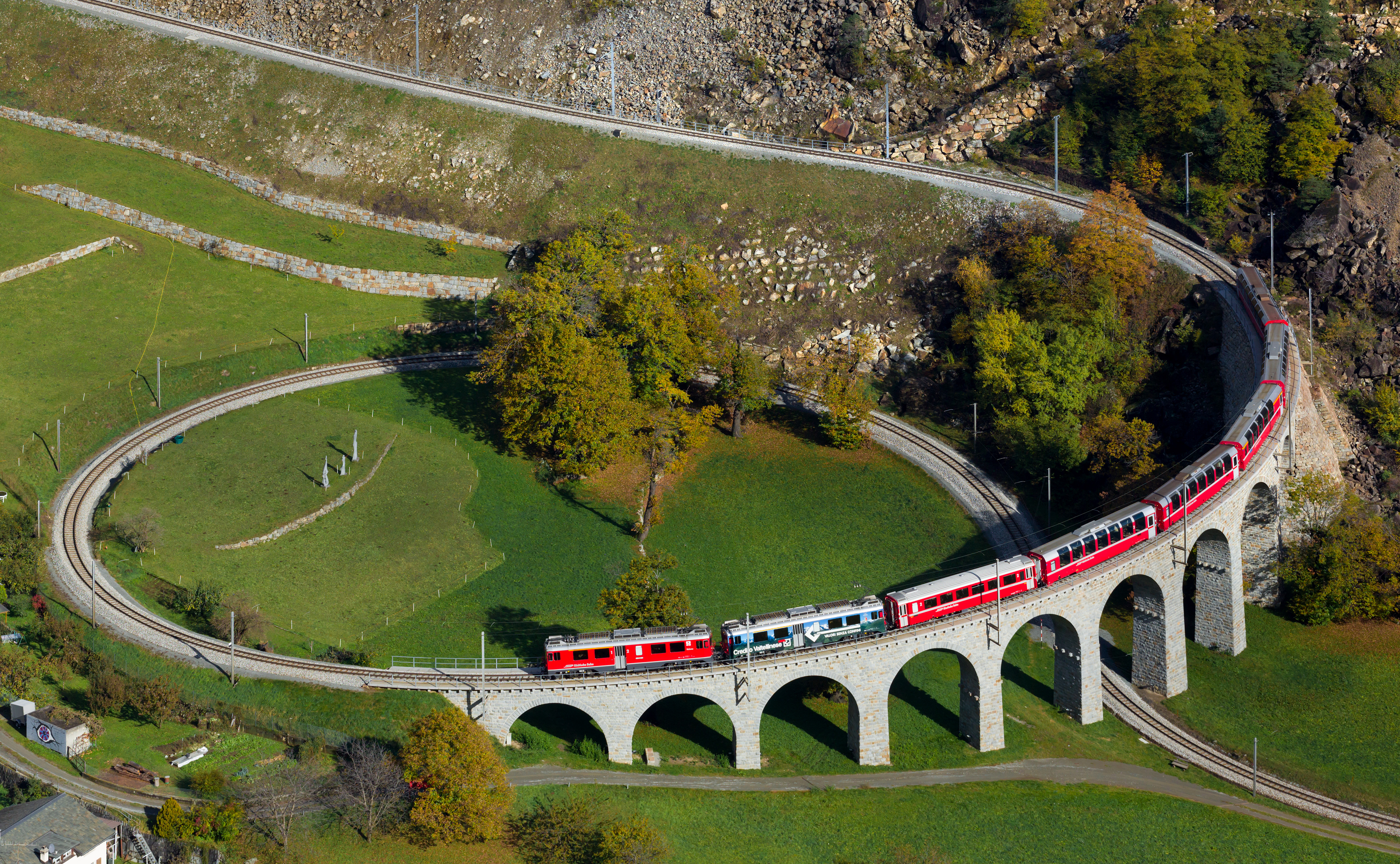
Kreisviadukt von Brusio

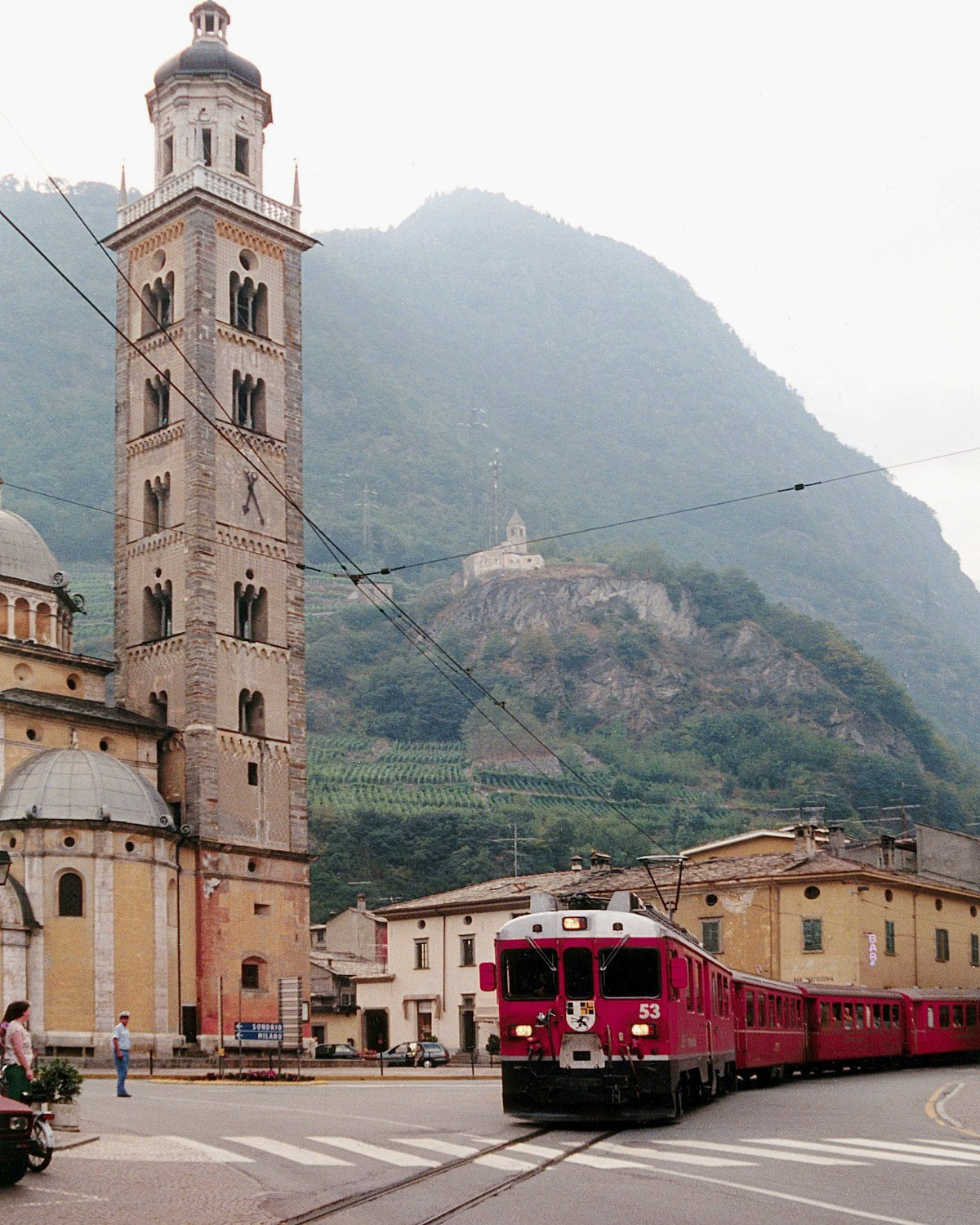
Vorbeifahrt an der Basilika Madonna di Tirano in Tirano

Nach der Grüm-Galerie wird der Bahnhof Alp Grüm erreicht. Er liegt an der Waldgrenze und ist Ziel vieler Ausflügler, da von hier aus ein Blick ins Puschlav möglich ist. Von hier aus führt die Strecke mit einem Gefälle von bis zu 70 ‰ über mehrere Kehren ins Puschlav hinunter. Da dies ohne Zahnstange geschieht, gehört die Berninabahn zu den steilsten Adhäsionsbahnen.
Gleich hinter der Station wendet sich die Strecke im engen 180°-Winkel, der sogenannten Himmelskurve, und führt unterhalb von Alp Grüm durch die Obere Palü-Galerie. In einer weiteren 180°-Wende führt sie durch den Palü-Tunnel und anschliessend durch die Untere Palü-Galerie. Es folgen weitere vier Kehren, bis die Strecke die Station Cavaglia erreicht. Zwischen Alp Grüm und Cavaglia befindet sich seit 2001 auch die neue, automatisch arbeitende Kreuzungsstelle Stablini. Sie halbiert diesen verspätungsanfälligen Streckenabschnitt. Im Zickzackkurs geht es nun ab Cavaglia weiter talwärts über Cadera bis zur ehemaligen Haltestelle Privilasco (aufgehoben per 10. Dezember 2017). Ab hier lässt die Strecke die Kehren hinter sich und erreicht, immer noch mit Maximalgefälle, das Puschlav. In Poschiavo trifft sie schliesslich wieder mit der Passstrasse zusammen.
Der Bahnhof Poschiavo wurde auf Wunsch der Gemeinde etwas ausserhalb des Ortes errichtet. Er besitzt eine Betriebswerkstätte, in der auch einige historische Fahrzeuge der Berninabahn stationiert sind. Die verbleibenden rund 17 Kilometer bis Tirano sind teilweise noch nach Art einer Gebirgsbahn trassiert. In den engbebauten Ortsdurchfahrten von Sant’Antonio (auf circa 100 Metern) und Le Prese (auf circa 600 Metern) ist das Streckengleis ähnlich einer Strassenbahn mit Rillenschienen in die Strassenfahrbahn eingebaut. Während erstere ampelgeregelt ist, verkehren die Züge Richtung Tirano in Le Prese als Besonderheit entgegen der üblichen Fahrordnung im Linksverkehr. Das heisst, sie kommen dort den nordwärts fahrenden Strassenfahrzeugen frontal entgegen; es gilt deshalb sowohl für den Bahn- als auch für den Strassenverkehr eine Geschwindigkeitsbegrenzung auf 30 km/h. Ursprünglich war die Berninabahn zwischen dem Weiler Sant’Antonio und Miralago sogar durchgängig auf der Strasse trassiert. Erst im Laufe der Jahre entstand auch in diesem Abschnitt, abgesehen von den beiden Ortspassagen, ein unabhängiges Trassee.
Nach der 1977 eingerichteten Haltestelle Li Curt erreicht die Strecke den Ort Le Prese, dessen Haltestelle sich mitten im Strassenplanum befindet. Zwischen Le Prese und Miralago führt die Strecke dem Ufer des Puschlaversees entlang, weshalb sich die Höhenlage von 965 m ü. M. nicht verändert.
Unmittelbar nach dem Bahnhof von Brusio liegt das steilste Stück, hier fällt die Bahn auf 200 Metern mit 7,2 %. Kurz danach führt die Strecke über das berühmte Kreisviadukt von Brusio. Es folgt die Haltestelle der Ortschaft Campascio, die noch zu Brusio gehört. Hinter dem Grenzbahnhof Campocologno, wegen der dort vorgenommenen Zollabfertigungen ein ungewöhnlich grosser Bahnhof, erreicht die Strecke schliesslich Italien. Ab dem Ortseingang von Tirano verläuft die Berninabahn auf einer Länge von circa 600 Metern wiederum mit Rillenschienen im Strassenplanum. Im Gegensatz zu den beiden vorgenannten Ortsdurchfahrten ist das Gleis hier aber durch Fahrbahnmarkierungen vom Individualverkehr getrennt. Nach Überquerung des Hauptplatzes des Stadtteils Madonna di Tirano, die ampelgesichert erfolgt, wechselt die Strecke wieder auf ein Eigentrassee, um kurz darauf ihren Endbahnhof zu erreichen. Dort trifft die Berninabahn auf die normalspurige Bahnstrecke Sondrio–Tirano der staatlichen italienischen Infrastrukturgesellschaft Rete Ferroviaria Italiana (RFI).

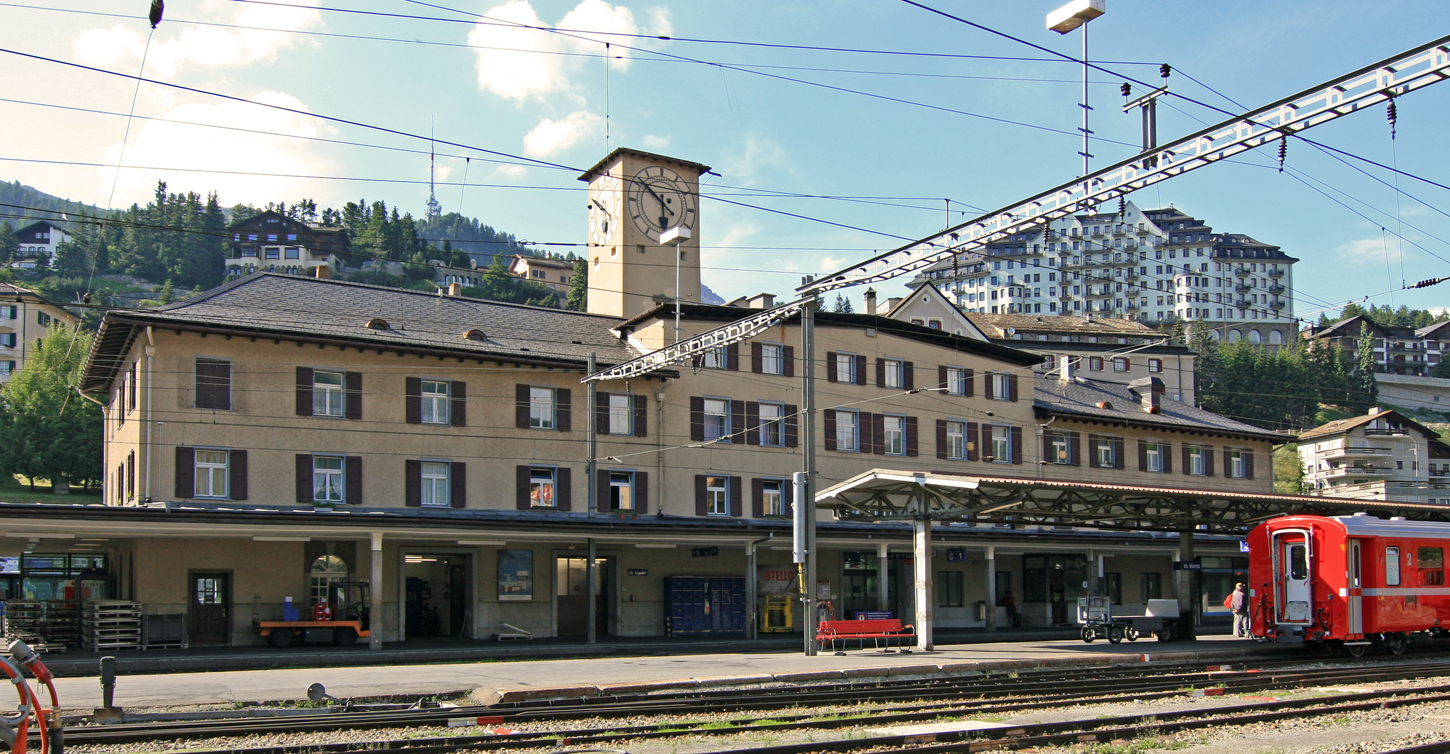
Ausgangspunkt St. Moritz
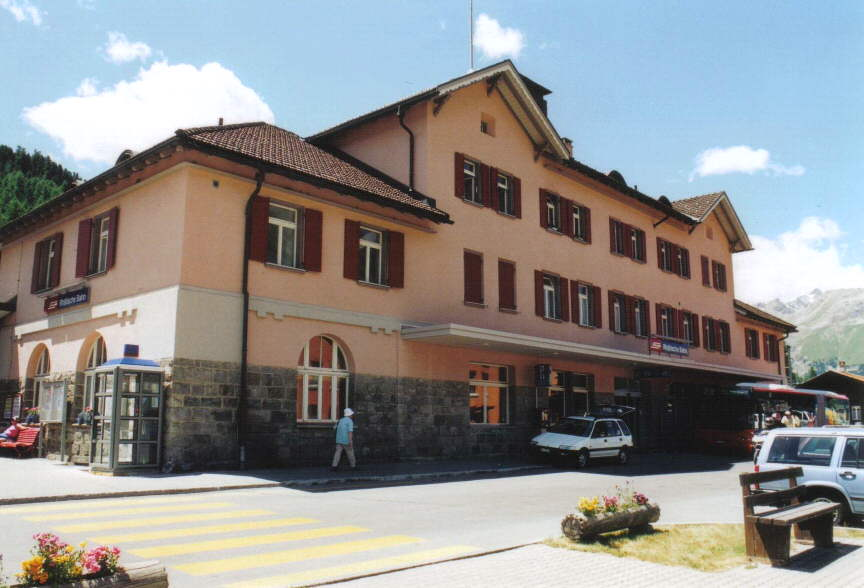
Bahnhof Pontresina
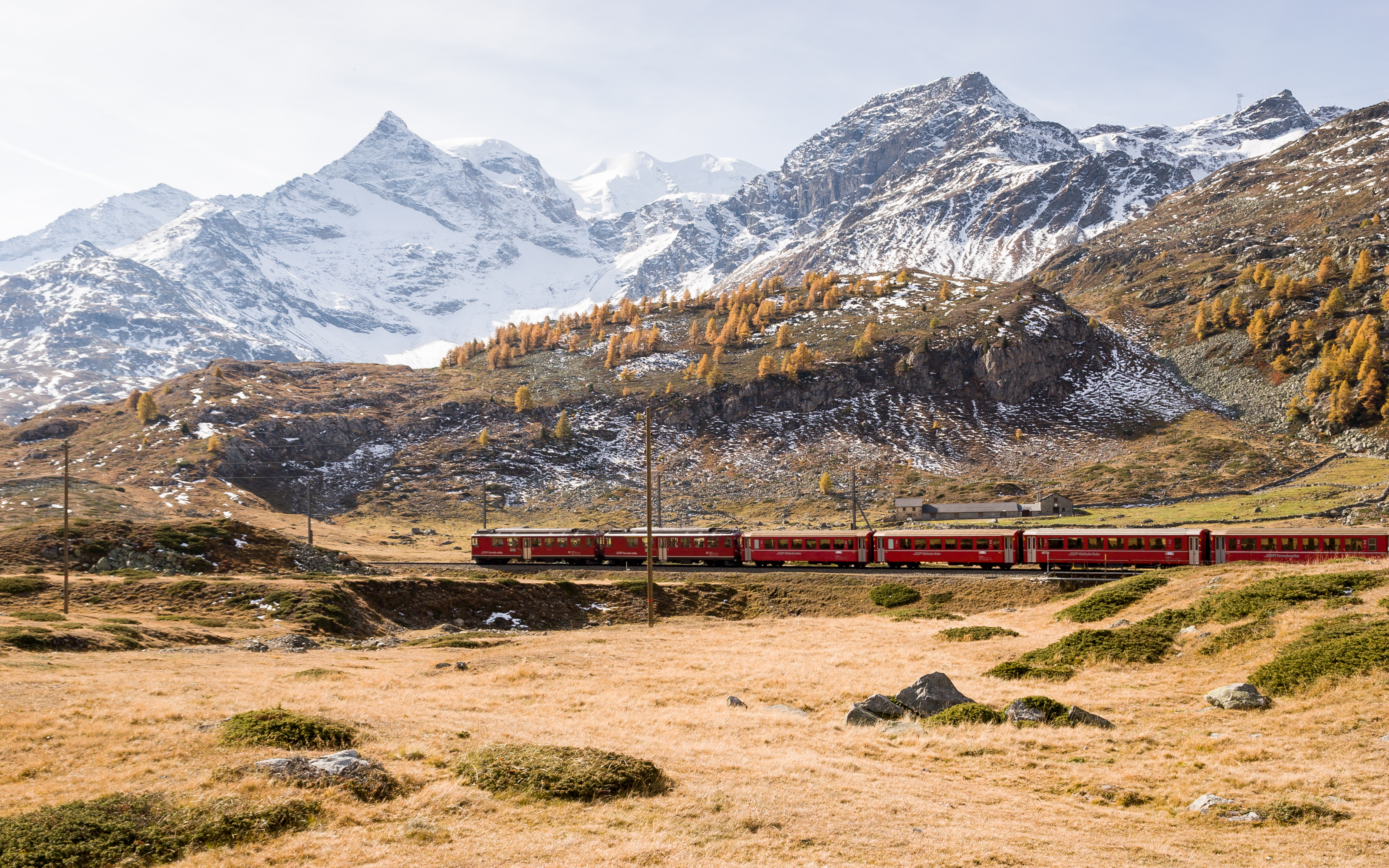
Berninabahn zwischen Bernina-Lagalb und Ospizio  Bernina (Oktober 2008)
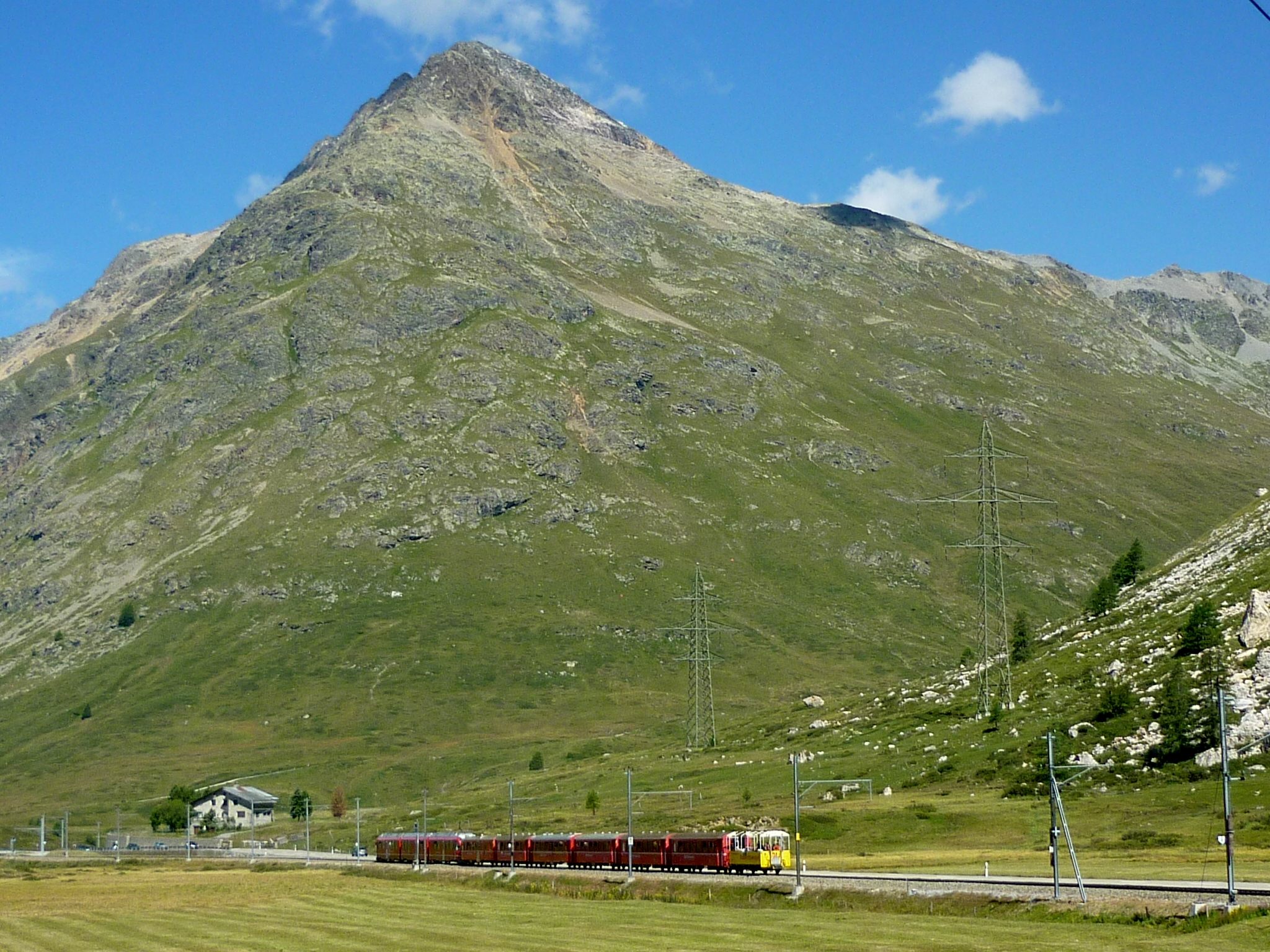
Bernina Express am Piz Albris (3165 m)
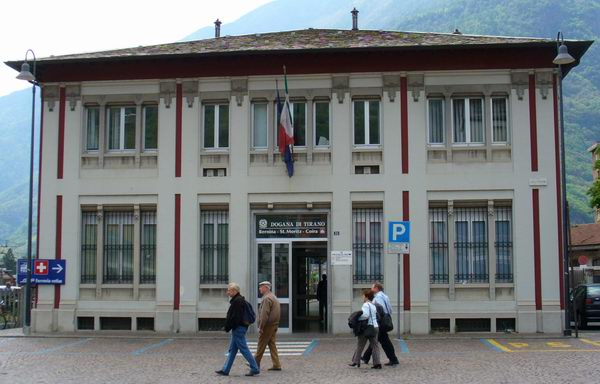
Rhätischer Bahnhof in Tirano

## Geschichte

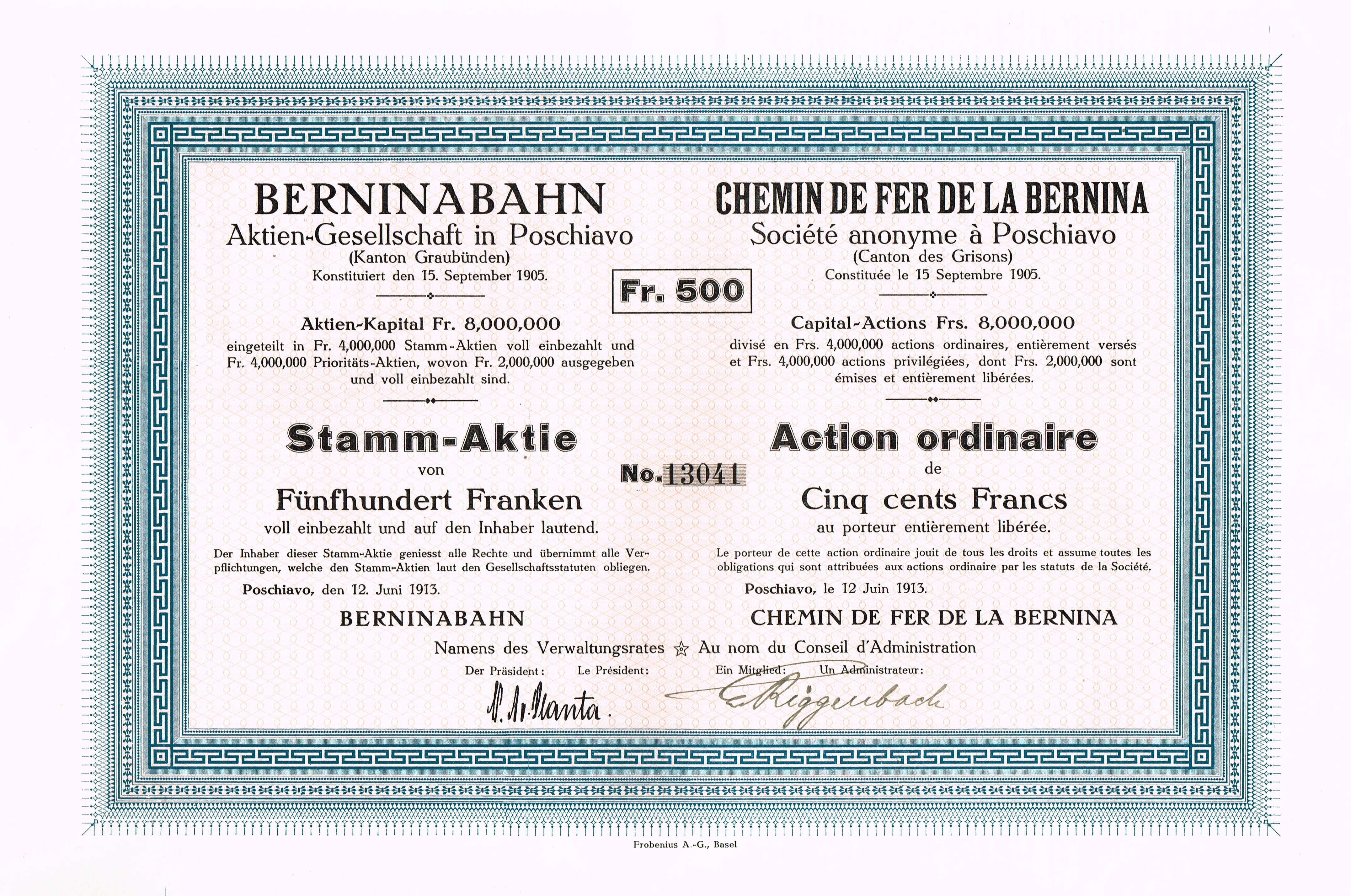
Aktie über 500 Franken der Berninabahn AG vom 12. Juni 1913

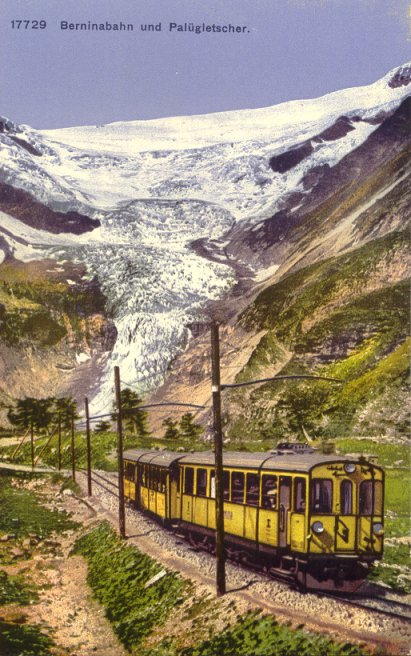
Berninabahn mit Palügletscher im Hintergrund, um 1910

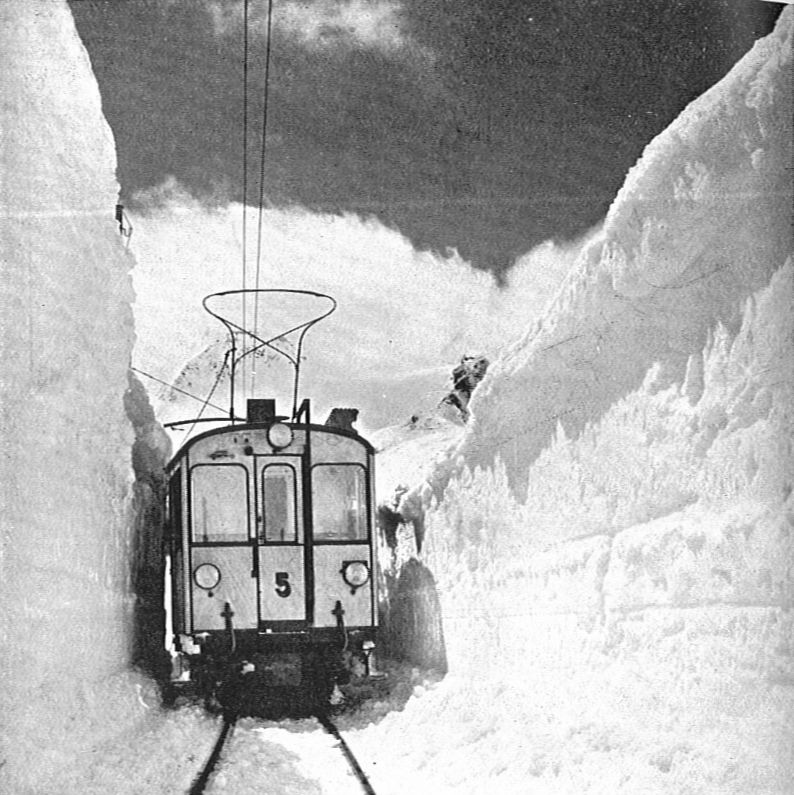
Beschwerlicher Winterbetrieb, um 1928

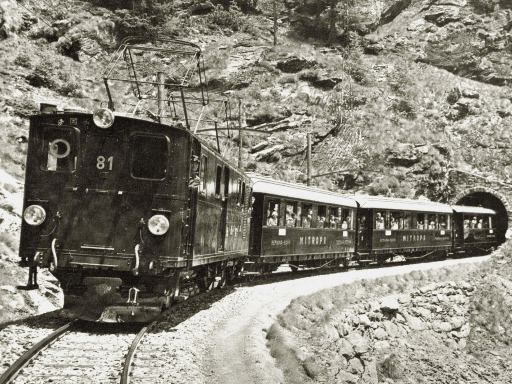
BB Ge 6/6 81 mit zwei Mitropa-Speisewagen

Nach der Fertigstellung der Albulaline wurde 1905 die Bernina-Bahngesellschaft (BB) mit dem Ziel gegründet, St. Moritz über den Berninapass mit Tirano zu verbinden. Nach Erteilung der Konzession 1906 erfolgte die Eröffnung von 1908 an in mehreren Teilabschnitten: am 1. Juli 1908 zwischen Pontresina und Morteratsch sowie zwischen Tirano und Poschiavo, am 18. August desselben Jahres zwischen Pontresina und Celerina Staz und zwischen Morteratsch und Bernina Suot, am 1. Juli 1909 zwischen Celerina Staz und St. Moritz sowie zwischen Bernina Suot und Ospizio Bernina. Erst am 5. Juli 1910 konnte mit dem schwierigsten Abschnitt zwischen Ospizio Bernina und Poschiavo die Gesamtstrecke eröffnet werden. Sie wurde von Anfang an elektrisch mit Gleichstrom betrieben; jedoch wurde 1935 die Spannung von 750 auf 1000 Volt erhöht.
Ursprünglich war die Berninabahn nur für den Sommerbetrieb vorgesehen. 1913/14 wurde jedoch der Winterbetrieb aufgenommen. Dies war aber mit erheblichen Problemen verbunden, sodass vermehrt Lawinenverbauungen errichtet wurden. Die Bahn stand in den ersten Jahren ihres Bestehens stets am Rande des Bankrotts. So betrugen die Kosten für die Bauaufwendungen bis 1915 rund 15 Millionen Schweizer Franken. Auch die 1928 erfolgte Einführung von Speisewagen, die durch die Mitropa bewirtschaftet wurden, und Pauschalangebote für Touristen konnten die kleine Gesellschaft nicht vor dem Ruin bewahren. Aufgrund der schwierigen finanziellen Lage wurde sie 1943 mitten im Zweiten Weltkrieg von der Rhätischen Bahn übernommen. Diese modernisierte die Strecke auch aus militärischen Überlegungen grundlegend und baute sie in der Nähe der Passhöhe komplett neu. Zuvor war das Trassee an der Nordrampe des Berninapasses in Bögen verlegt worden, die den Fahrgästen zwar spektakuläre Ausblicke ermöglichten, aber auch in winterlichen Lawinenzügen lagen. Der Neubau schnitt diese Bögen ab, Fahrleitung und Oberbau des alten Trassees wurden entfernt; der Unterbau ist im Hochgebirge aber heute immer noch sichtbar.
Als Ersatz hat die Rhätische Bahn ab Mitte der 1980er-Jahre begonnen, die landschaftliche und bahnbauliche Attraktivität der Berninabahn gezielt touristisch zu vermarkten. So ist der Streckenabschnitt Pontresina–Tirano Bestandteil des 1973 eingerichteten Bernina Express. Eine weitere Attraktion im Sommer sind die offenen Aussichtswagen, die schon zu Zeiten der Berninabahn verkehrten. Dazu wurden offene Güterwagen mit Bänken, Wagenübergängen und Einstiegen über Endbühnen versehen. Auf die Zwischennutzung als Güterwagen im Winter wird heute verzichtet; ausserdem hat die RhB 1990 weitere solche Wagen aus ausrangierten Gepäckwagen umgebaut.
1989 musste der obere Cavagliasco-Viadukt durch einen Neubau in Stahl-Verbundbauweise ersetzt werden. Ursache war die mangelnde Tragfähigkeit der Steinbogenbrücke aufgrund starker Felsbewegungen im Bereich der Brücke, unter der der Cavagliasco fliesst. Neben der alten Brücke wurde der Neubau errichtet. Das alte Gleis wurde abgebaut und auf die neue Brücke verlegt. Das alte Trassee mit der alten Brücke ist jedoch erhalten geblieben; auf einen Abbruch wurde verzichtet (Lage).
2001 wurde auf dem Streckenabschnitt zwischen Alp Grüm und Cavaglia wieder eine Kreuzungsstelle errichtet. Die Kreuzungsstelle Stablini (Bahnkilometer 29,5, 1934 m ü. M.) bestand bereits von 1913 bis 1960. Sie befindet sich auf einer natürlichen Terrasse direkt unterhalb des Stablini-Tunnels und wurde 2001 nicht nur reaktiviert, sondern zu einem längeren zweigleisigen Abschnitt ausgebaut und mit Fernsteuerung und Gleichrichter mit Einspeisung ausgerüstet (Lage). Seitdem kann der Streckenabschnitt zwischen der Alp Grüm und Cavaglia jeweils gleichzeitig mit einem berg- und talwärts fahrenden Zug befahren werden. Dadurch können statt zwei nun vier Züge pro Stunde diese Strecke nutzen.
Im Jahr 2002 musste der untere Cavagliasco-Viadukt wegen akuter Einsturzgefahr gesperrt werden. Am 15. Juli 2002 hatte man bei einer Brückeninspektion eine ungenügende Tragfähigkeit erkannt und die Brücke sofort gesperrt. Ursache für die Schäden an den Steinbögen waren massive Felsbewegungen. Um den Zugsverkehr weiterführen zu können, wurde zunächst eine Behelfsbrücke aus 120 Tonnen Stahl (Stahl-Fachwerkträger) errichtet. Dazu mussten rund 1000 Kubikmeter Fels gesprengt und provisorische Widerlager betoniert werden. Das alte Gleis wurde abgebaut und auf die neue Brücke verlegt. Die alte Brücke wurde gesprengt (Lage).
2004 wurde auf einer Länge von gut drei Kilometern die Strecke (Fahrleitung, Gleise) zwischen Ospizio Bernina und Alp Grüm erneuert. In den Jahren 2005 bis 2007 wurde die Station Alp Grüm umgebaut, mit einer neuen Fahrleitung ausgerüstet sowie in der Kurve auf der Südseite das Trassee verbreitert und ein Parallelgleis hinzugebaut zum Schutz vor Schneeverwehungen, die auf dem bestehenden Gleis im Winter häufig auftreten (da das neue Gleis teilweise weniger als einen halben Meter Abstand vom bestehenden Gleis hat, ist kein Parallelverkehr möglich). Von 2004 bis 2007 wurde die Station Surovas in mehreren Bauabschnitten total umgebaut. 2005 erfolgte der Totalumbau der Stationen Miralago und Cavaglia. In den Jahren 2005 bis 2007 wurden die Fahrleitung und die Strecke zwischen Stablini und Cavaglia instand gesetzt beziehungsweise erneuert. Von 2006 bis 2007 wurde die Station Morteratsch umgebaut. Schliesslich wurde 2007 auch die Fahrleitung der Station Ospizio Bernina ausgetauscht und modernisiert.
Im Jahr 2008 erneuerte die Rhätische Bahn in den Bahnhöfen Pontresina und Ospizio Bernina unter anderem Gleisanlagen und Bahnsteige. Die Stationen Ospizio Bernina, Morteratsch und Cadera wurden mit einem neuen fernsteuerbaren Stellwerk ausgerüstet. Eine neue Kreuzungsstelle Alp Nuova unterhalb der Station Morteratsch ermöglichte den Rückbau auf ein Perrongleis in Morteratsch.
Am 14. Dezember 2008 kam es zu einem grossen Felssturz oberhalb des Kreisviaduktes von Brusio mit der Folge, dass die Bahnstrecke für 111 Tage aufgrund der massiven Zerstörung (Fahrleitungen, Schienen, Gleisbett, Bahndamm) unterbrochen war. Da sich in diesem Bereich oberhalb des Bahntrassees ein geologisch labiles Felsgelände mit viel losem Material befindet, wurde in der Folge dieses Felssturzes ein Auffangdamm errichtet, der herabfallendes Gestein so zurückhalten soll, dass kein Material mehr bis auf die Bahnanlagen gelangen kann.
Im Jahr 2010 wurde das Jubiläum des 100-jährigen Betriebs auf der Berninalinie zwischen St. Moritz und Tirano von der Rhätischen Bahn mit verschiedenen Veranstaltungen gross gefeiert. Seit dem 14. April 2010 fährt eine Lokomotive der S-Bahn Zürich mit Werbung für die Berninabahn. Sie ist mit einem Bergmotiv und dem berühmten Kreisviadukt von Brusio bemalt und wurde vom Vorsitzenden der Geschäftsleitung der Rhätischen Bahn, Erwin Rutishauser, offiziell bei einer Sonderfahrt von Chur nach Zürich vorgestellt. Zu diesem Jubiläum wurde 2010 der Fernwanderweg Via Albula/Bernina eröffnet.
2011 wurde der Kreisviadukt von Brusio umfassend im laufenden Betrieb saniert. Dabei sanierte man alle Mauerwerksfugen und erneuerte die Gleise. Ausserdem wurden die oberen 80 cm des Viaduktes komplett abgetragen und erneuert sowie ein Stahlbetonschottertrog eingebaut, der mit Granitplatten verkleidet wurde. Um den Zugsverkehr nicht zu unterbrechen, führte man alle Arbeiten, die nicht bei Zugsverkehr ausgeführt werden können, in nächtlichen Sperrpausen durch.
Bei einem weiteren grossen Felssturz oberhalb des Kreisviaduktes von Brusio am 8. und 9. Januar 2013 bewährte sich der 2009 errichtete Schutzdamm, so dass die Schäden diesmal weit geringer waren als 2008 und der Fahrbetrieb bereits am 17. Februar 2013 – trotz einem längeren Zwangsunterbruchs der Aufräumarbeiten aufgrund des Winterwetters – wieder aufgenommen werden konnte.
2017 wurde oberhalb des Bahnhofs Poschiavo ein Parallelgleis errichtet (zweigleisiger Abschnitt), um den Zugverkehr flüssiger abwickeln zu können.

## Unfälle

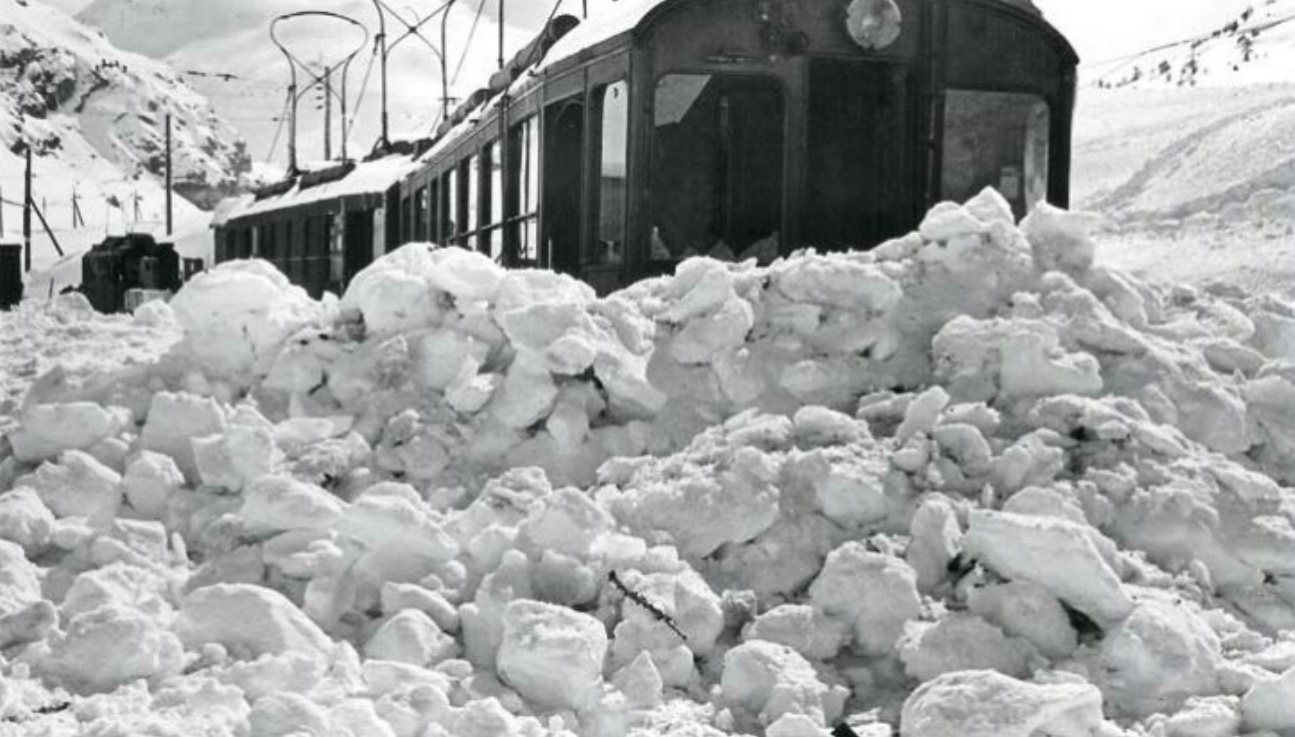
Am 22. März 1934 drückte in Bernina Suot eine Grundlawine den Führerstand des BCe 4/4 10 ein

Am 16. März 1920 wurde bei Bernina Hospiz ein Schneeschleuderzug, bestehend aus einer Dampfschneeschleuder, den beiden Triebwagen BCe 4/4 1 und BCFe 4/4 23 und einem Postwagen, von einer Lawine erfasst. Die Lawine riss die Schneeschleuder und den ersten Triebwagen mit, während der zweite Triebwagen vom Druck der Schneemassen umstürzte. Acht Bahnangestellte kamen ums Leben. Die Mannschaft der Schneeschleuder erlitt tödliche Verbrühungen durch den ausströmenden Heissdampf.
1934 wurde zum Schutz gegen Lawinen das Trassee zwischen Bernina Lagalb und Arlas auf die andere Hangseite verlegt.
Am 22. März 1934 erfasste in Bernina Suot eine Grundlawine einen Dienstzug bei einer Räumfahrt auf der wegen Sturmwinden geschlossenen Bahnstrecke. Die beiden Angestellten auf dem von einem Triebwagen geschobenen Spurpflug fanden in der Lawine den Tod.
In der Lawinennacht vom 28. Februar 1937 ereignete sich der Lawinenunfall bei Alp Grüm, bei dem Bahnangestellte auf der Flucht aus einem festsitzenden Zug von einer Lawine erfasst wurden und dabei den Tod fanden.
Am 3. Januar 1951 riss eine Lawine unmittelbar bei der Station Alp Grüm einen Spurpflug und den Triebwagen BCe 4/4 9 mehr als 100 Meter in die Tiefe, wobei der Bahnmeister ums Leben kam. Der Triebwagen konnte erst im Frühling geborgen wurden.
Am 29. Juli 1953 fuhr ein Personenzug mit dem Triebwagen BCFe 4/4 38 kurz nach Bernina Hospiz frontal in die Ge 4/4 182, die mit einem Güterzug aus Campocologno kam. Der Triebwagenführer verstarb kurz nach dem Unfall; fünf Reisende mussten in Spitalpflege gebracht werden. Der Stationsvorstand von Bernina Hospiz hatte den Güterzug vergessen und den Personenzug abgefertigt.
In der Nacht vom 6. auf den 7. März 1962 blieb ein Zug oberhalb Alp Grüm in einem starken Sturm stecken. Bei den Hilfeleistungen kamen der Bahnmeister und ein Vorarbeiter in einem Schneerutsch ums Leben.
Am 19. September 2017 ereignete sich ein Bahnunfall unterhalb der Station Alp Grüm, der eine knapp einwöchige Streckensperrung zur Folge hatte. An einem Bauzug hatte sich bei Bauarbeiten ein Güterwagen gelöst und bei seiner anschliessenden Entgleisung die Galerie Palü Sopra schwer beschädigt (zerstörte Stützen sowie Schäden an der Überdeckelung).

## Fahrzeuge und Betrieb

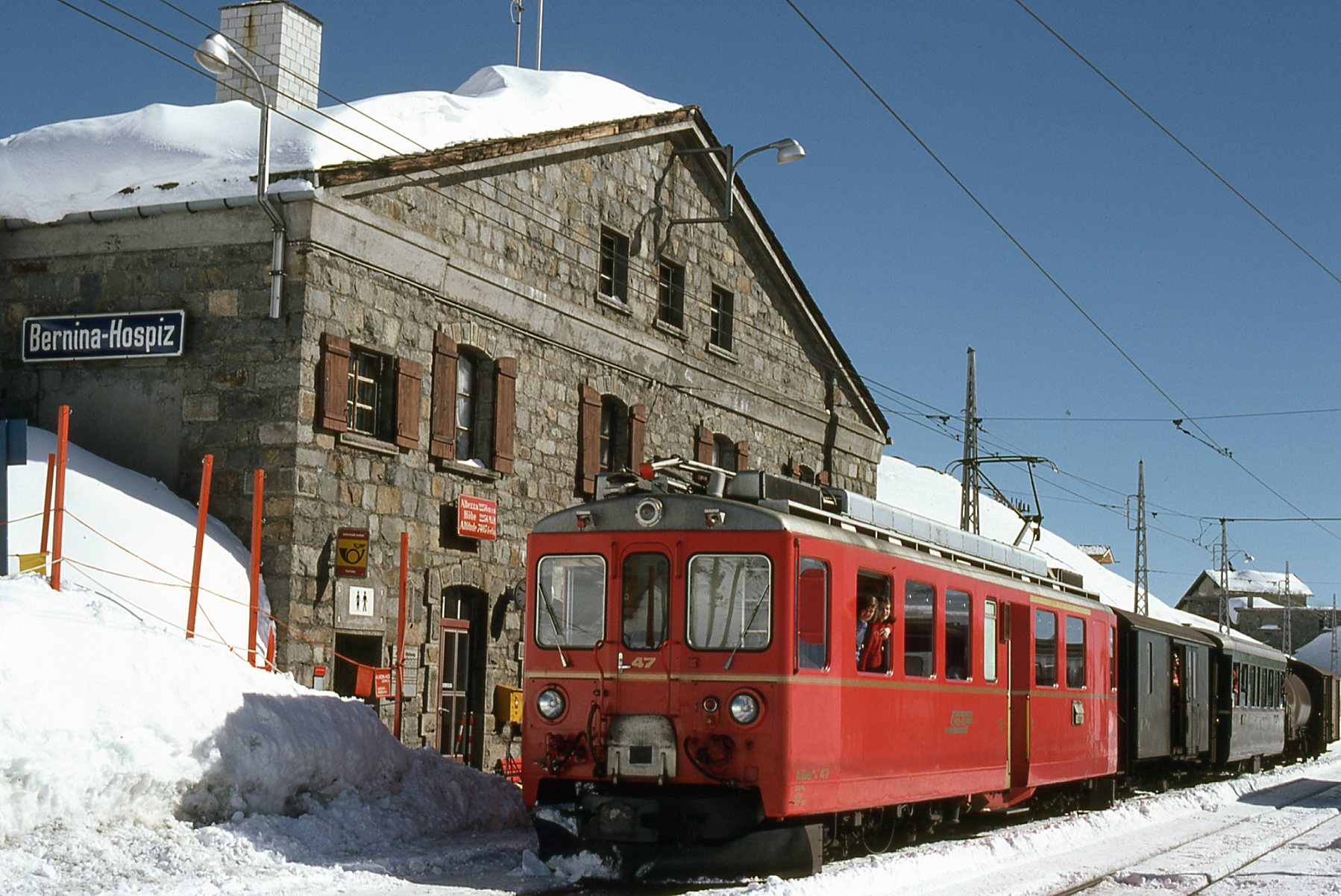
ABe 4/4 II mit grünen Wagen um 1980 im Bahnhof Ospizio Bernina

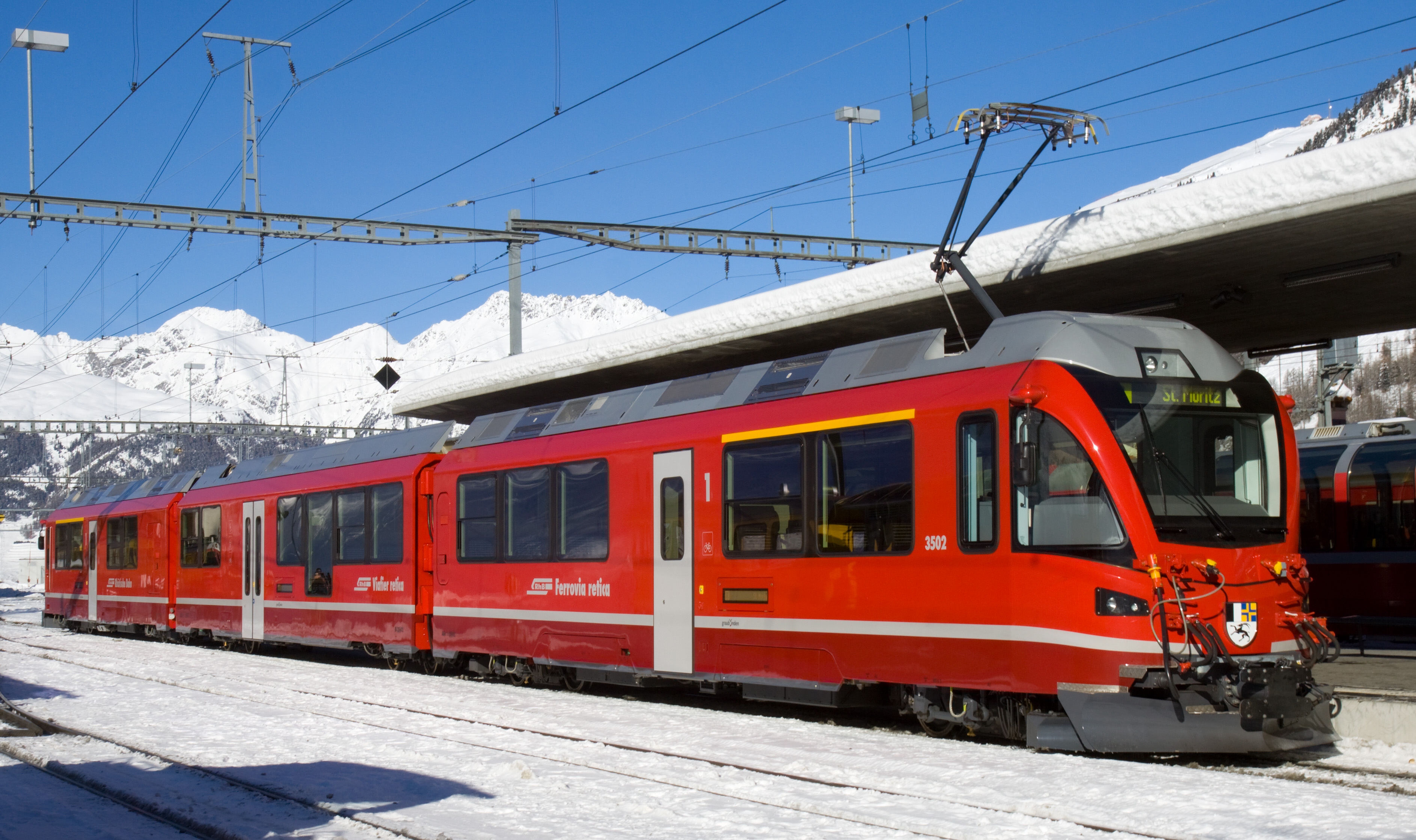
2010: ein neuer Allegra in Pontresina

Die Traktion der Züge sowohl im Personenverkehr als auch im Güterverkehr auf der Berninabahn war von Beginn weg in den Händen von Triebwagen. Diese befinden und befanden sich gegenüber den Lokomotiven deutlich in der Überzahl. Während der Sommer- und teilweise auch während der Wintersaison mussten die Triebwagen aus Lastgründen in Doppelbespannung eingesetzt werden. Ab 1964 wurde dafür die Vielfachsteuerung genutzt, davor musste jedes Triebfahrzeug einzeln mit einem Wagenführer besetzt werden.
Die niedrige Spannung von 1000 Volt bedingt hohe Ströme, die nicht nur durch das Kettenwerk, sondern zusätzlich durch bis zu drei parallel zu diesem verlaufende Speise- und Verstärkungsleitungen geführt werden. Alle 400 bis 500 Meter wird von einem der drei auf den Fahrleitungsmasten abgestützten Leiterseile der Strom zur Fahrleitung geführt.
Seit dem Frühling 2010 verkehren auf der Berninastrecke zweisystemfähige Triebzüge vom Typ Allegra. Diese dreiteiligen Einheiten der Gattung ABe 8/12 bestehen aus zwei vierachsigen Triebwagen und einem dazwischen laufenden niederflurigen Mittelwagen. Sie können sowohl auf dem Stammnetz der Rhätischen Bahn mit 11'000 Volt Wechsel- als auch auf der Berninabahn mit 1000 Volt Gleichspannung verkehren. Dadurch ist es seit 2011 auch möglich, die Bernina-Express-Züge von Chur bis Tirano durchgehend zu bespannen. Durch den nicht mehr erforderlichen Lokwechsel verkürzte sich die Fahrzeit von Chur nach Tirano um rund fünf Minuten. Die Triebzüge verfügen jeweils über 24 Sitzplätze in der ersten und 76 Sitzplätze in der zweiten Klasse sowie über 14 zusätzliche Klappsitze (Notsitze). Sie sind ausserdem behindertengerecht (zwei Rollstuhlplätze) und für den Velotransport ausgelegt (fünf Stellplätze). Unter Gleichspannung beträgt die maximale Leistung 2400 kW. Auf der Berninalinie ist eine Anhängelast von maximal 160 Tonnen zulässig. Begrenzender Faktor ist dabei nicht die Leistung des Triebzugs, sondern die maximale Zughakenlast und die Stromversorgung. Aufgrund der Spurweite und der engen Radien besteht beim Aufbringen zu grosser Zugkräfte durch die Lokomotiven die Gefahr, dass Wagen in Richtung Bogeninnenseite umgerissen werden. Um dies zu vermeiden, sind die betreffenden Abschnitte mit blauen Farbstreifen an Fahrleitungsmasten oder Tunneln markiert. Diese signalisieren dem Lokführer, die Zugkräfte seiner Maschinen dort nur begrenzt auszunutzen.
Daneben werden im fahrplanmässigen Streckendienst sechs ABe 4/4III eingesetzt. Nur noch aushilfsweise sowie für dienstliche Zwecke werden vier ABe 4/4II und zwei Zweikraftlokomotiven Gem 4/4 eingesetzt. Die zwei ABe 4/4I im historischen gelben Anstrich und die wieder aufgearbeitete Lokomotive Ge 4/4 182 können mangels Druckluftversorgung nicht mehr mit modernen Wagen eingesetzt werden.
Zum Teil werden die anfallenden Güterwagen bis zum Erreichen der maximal zulässigen Anhängelast von 140 beziehungsweise 160 Tonnen den Personenzügen mitgegeben. Aus Sicherheitsgründen, zum Beispiel beim Transport gefährlicher Güter, müssen aber auch reine Güterzüge geführt werden. Der Handel mit Italien beschert der ursprünglich nur für den Touristenverkehr angelegten Bahn erhebliche Gütermengen, die mehrheitlich aus Heizöl, Treibstoffen und Holz bestehen. Darüber hinaus werden auch die regionalen Verkaufsgeschäfte des Puschlav teilweise mit der Bahn beliefert.
Im Winter kommt regelmässig eine Dampfschneeschleuder zum Einsatz. Auch ihr Betrieb stellt eine Touristenattraktion dar, die Eisenbahnfreunde aus aller Welt anzieht.
Für die reguläre Schneeräumung kommen die Schneefräsen Xrot mt 95403 und 95404, geschoben von der Gmf 4/4 II, zum Einsatz.
Im Zusammenhang mit der Lawinengefahr auf der Berninabahn entwickelte die Rhätische Bahn ein aussergewöhnliches Verfahren zur Beseitigung dieser hochalpinen Gefährdung. Im Spätwinter, wenn das Risiko des Lawinenabgangs am grössten ist, wird das Anrissgebiet der potentiellen Lawinen mit Artillerie beschossen, um sie kontrolliert zum Abgang zu bringen.
Der Fahrplan der Berninabahn ist das ganze Jahr über mit einem Regio pro Stunde und Richtung dicht gestaltet. Vorzeigeangebot der Strecke ist der inzwischen vollständig mit Panoramawagen ausgestattete Bernina Express. Unter diesem Namen fuhren im Jahresfahrplan 2013 je nach Saison täglich ein bis vier Zugpaare zwischen St. Moritz bzw. Pontresina und Tirano. Im Sommer 2013 benötigten die direkten Züge von St. Moritz nach Tirano zwischen 2:04 Stunden und 2:36 Stunden. Die Fahrt in der Gegenrichtung von Tirano nach St. Moritz dauert zwischen 2:05 Stunden und 2:42 Stunden.

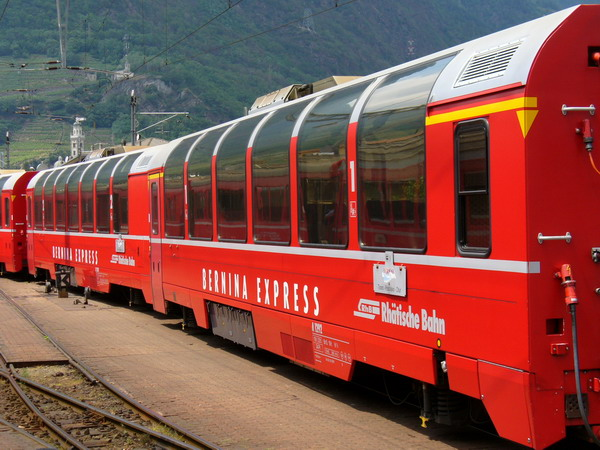
Panoramawagen im Bernina-Express
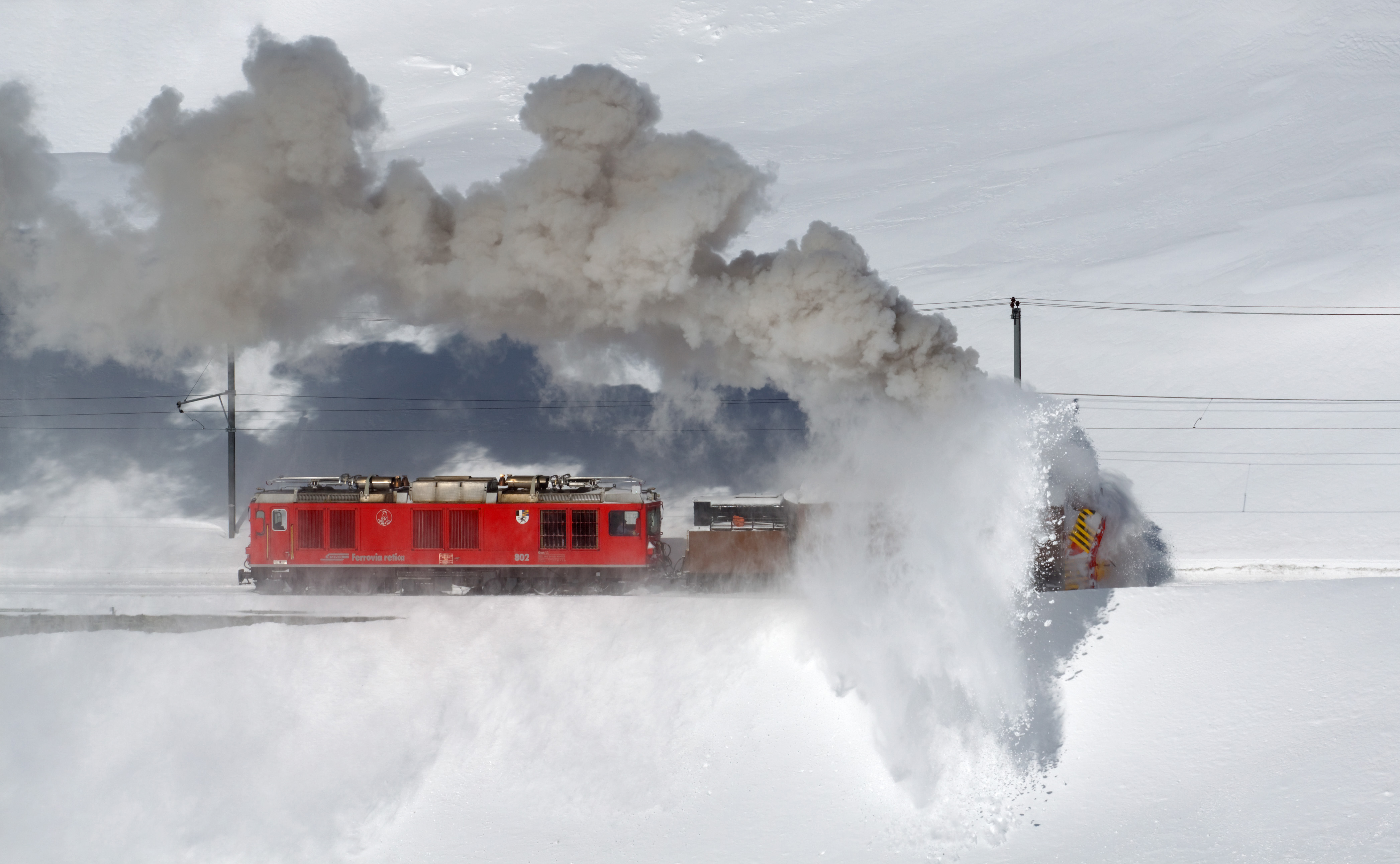
Schneeräumung mittels Dampfschneeschleuder Xrotd 9213 und Zweikraftlok Gem 4/4
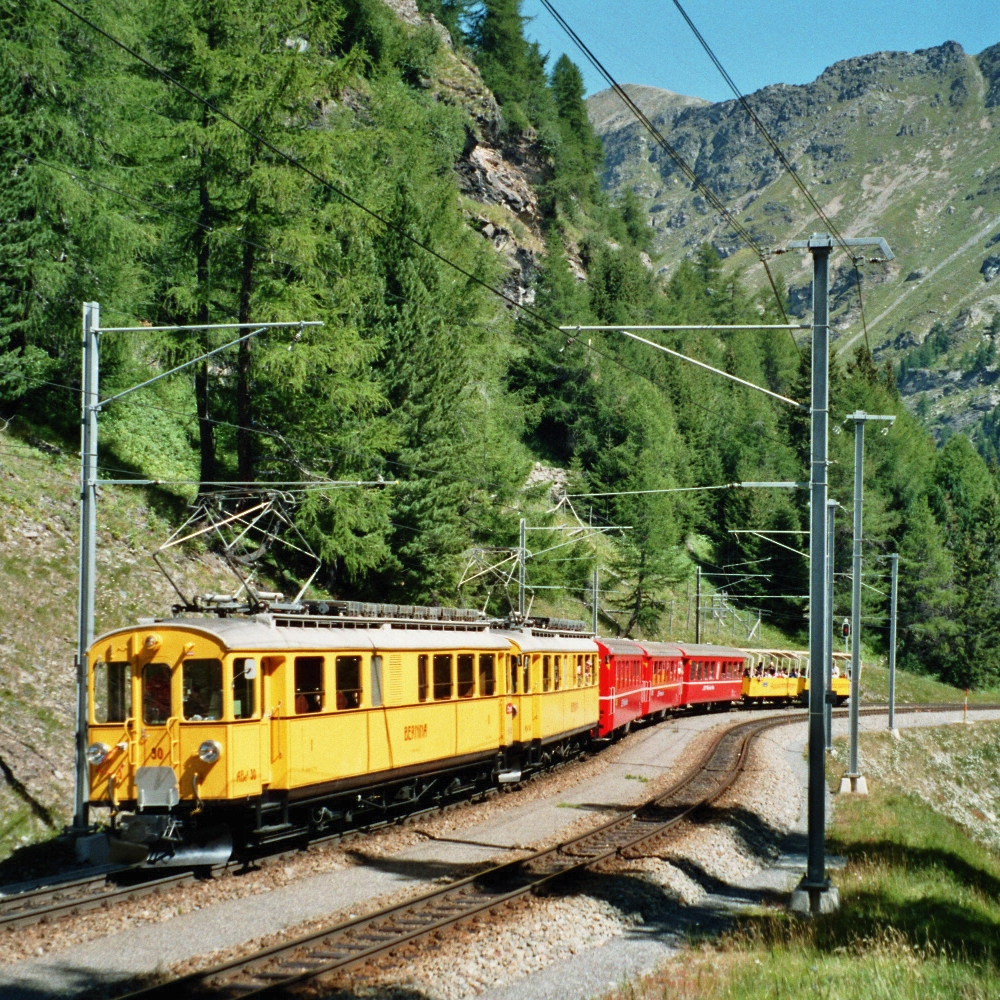
Die beiden Triebwagen im historischen Anstrich führen drei moderne Personenwagen und zwei offene Aussichtswagen mit
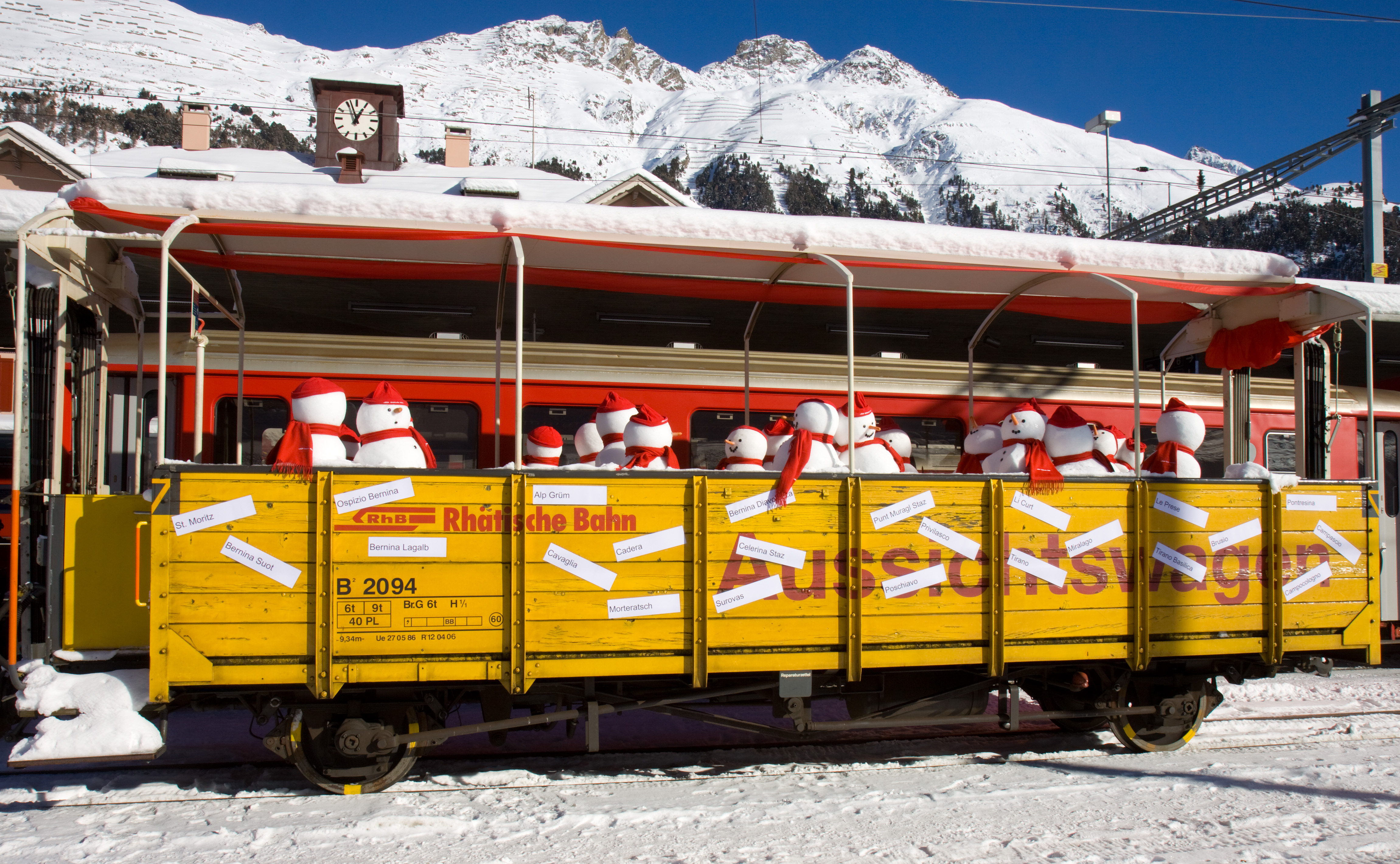
Ein Aussichtswagen im Detail

## Trivia
In Zusammenarbeit zwischen der Rhätischen Bahn und Google wurde mit der Berninabahn erstmals eine Bahnstrecke in Google Street View aufgenommen.

## Filme
- Von Pontresina, Oberengadin, nach Bernina Hospiz, Welt-Kinematograph, Freiburg i. Br., Deutschland 1909 oder 1910
- Mit der Berninabahn, Welt-Kinematograph, Freiburg i. Br., Deutschland 1910er
- Le Ferrovie del Bernina, Pasquali e C., Turin, Italien 1911
- The Bernina Railway (Switzerland), Urbanora, Grossbritannien 1912
- La Ferrovia del Bernina, Regie: Giovanni Vitrotti, Società Anonima Ambrosio, Turin 1913
- Europe’s Winter Playground, Regie: Frederick Burlingham, British & Colonial Kinematograph Company, Grossbritannien 1913
- Dallo Spluga al Bernina, Luca Comerio, Mailand, Italien 1914
- Eine Fahrt mit der Bernina-Bahn (Schweiz), Sascha-Filmfabrik, Wien, Österreich 1914
- Bernina-Express: Ins Paradies um fünf vor zwölf, Film von Roman Brodmann, Stuttgart, S3 Abenteuer Eisenbahn 1984
- In der Sendung Die schönsten Bahnstrecken Europas, die bis Herbst 2013 nachts in der ARD lief, war unter anderem eine Führerstandsmitfahrt auf der Berninabahn zu verfolgen. Nunmehr können derartige Aufnahmen bei YouTube abgerufen werden.
- Auch in Eisenbahn-Romantik und Volldampf wurde die Berninabahn porträtiert.